# Garlick Hill

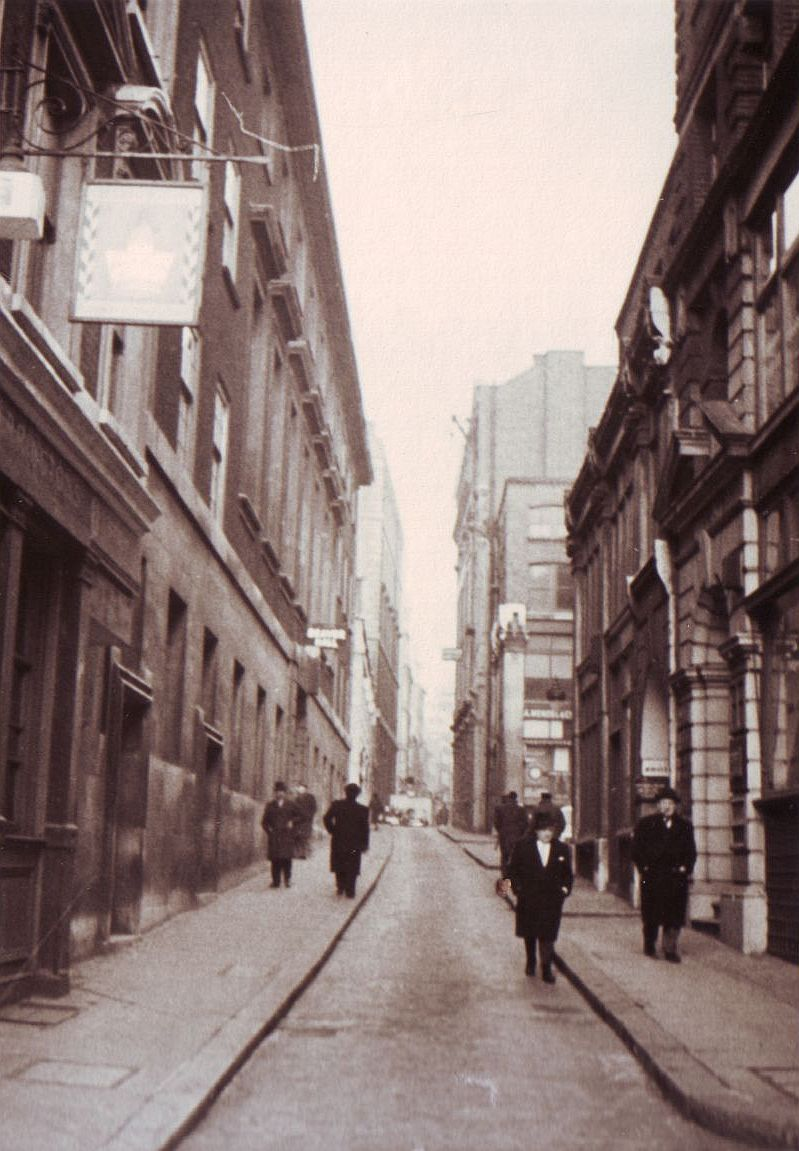
Die Straße Garlick Hill
Ecke Great St. Thomas (1961)

Garlick Hill, zu deutsch „Knoblauchhügel“, bezeichnet eine Straße in der City von London sowie das auf dieser Erhebung befindliche Viertel. Die Gegend war mehr als 100 Jahre lang Mittelpunkt einer der bedeutendsten Welthandelsplätze für Pelzfelle (Rauchwaren), 23 Jahre mit dem Schwerpunkt des Auktionshauses Beaver House. Das geografische Viertel, im Süden von der Themse begrenzt, reicht bis zur Bow Lane im Norden, Basing Lane im Westen und Turn Base Lane im Osten.

## Die Straße

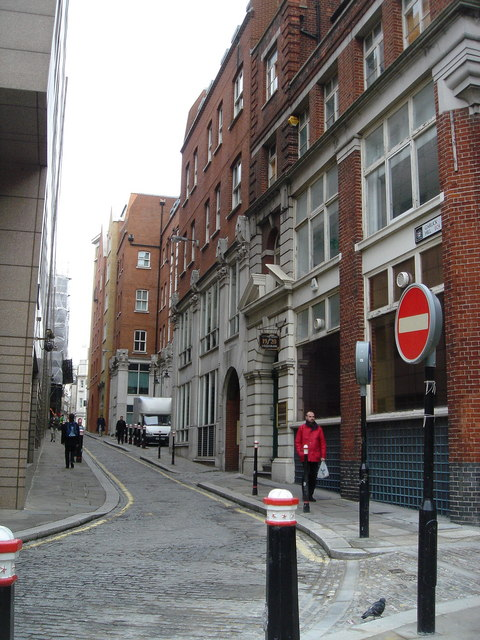
Garlick Hill, Ecke Great St. Thomas Apostle (2005)

Die nahe der Themse gelegene, 156 Meter lange Straße Garlick Hill erhielt ihren Namen von der hier früher ansässigen „Garlick Hythe“, einer Werft, an der, folgt man dem Namen, in besonderem Umfang Knoblauch entladen wurde. Im Norden reicht sie bis zur fünffachen Kreuzung mit der U-Bahnstation „Mansion House“, im Süden endet sie an der Skinners Lane. Das Straßenstück Skinners Lane, vormals Maiden Lane, war auf Vorschlag des seinerzeit dort ansässigen Rauchwarenhändlers Francis Weiss (1893–1982) in Skinners Lane, deutsch Kürschner- oder Gerbergasse, umbenannt worden. Wie die meisten Gassen des Viertels ist die Straße Garlick Hill recht schmal, für Kraftfahrzeuge ist sie nur in nördlicher Fahrtrichtung zugelassen.
Der englische Schriftsteller Geoffrey Chaucer (um 1343–1400) wurde in dem Viertel geboren. Er wuchs in einem Umfeld auf, in dem Englisch und Französisch gleichermaßen gesprochen wurde, da hier viele Händler aus Bordeaux lebten. Sie verkauften im 14. Jahrhundert Gascogne-Weine in der Preislage nicht über vier Pence die Gallone, Rheinweine nicht über 6 Pence.
Der walisische Schriftsteller Leslie Thomas beschrieb das Viertel im Jahr 1965 ironisierend:
„Die Romantik Londons besteht nicht nur in ihrer Vergangenheit. Es gibt herzerwärmende Szenen im heutigen London …:“
„Garlick Hill ergießt sich von den neuen Betonfassaden der City steil herab und nimmt einen ganzen Wasserfall vom alten London mit. Höfe, von Gaslaternen spärlich beleuchtet, gepflasterte Gassen, dunstige Gänge, Kneipen und geduckte Gebäude fallen hier zur Themse ab. Leute gucken verstohlen um die Ecken und verschwinden in seltsamen Löchern unter den Gebäuden, wahrscheinlich auf Nimmerwiedersehen. Durchgänge führen in andere Durchgänge und diese wiederum nirgendhin - an eine Querwand. Da ist eine Kirche mit einem richtigen Skelett im Schrein und in alten Stein gemeißelte Erinnerungen an »Ye Late Dreadfull Fyer«.“ […]
„Es ist der Geruch von Nerz, Biber, Eisfüchsen, Leoparden, Tigern und Polarbären, der Weihrauch der Millionäre, der hier von den Stellagen und Regalen der gebeizten Felle in die Nase steigt. »der Geruch?«, sagt Rubin in der Salt Beef Bar, wo er in sein Sandwich beißt, »ich sage ihnen, es ist der unangenehmste Geruch der Welt. Wenn wir heimkommen, können uns unsere Ehefrauen nicht ausstehen, thank god, und alle Hunde folgen uns auf der Straße«.“
„Juden von Leipzig und Budapest, von Riga und Leningrad, von all den früheren großen Pelzzentren sind hier gelandet, um in diesen schmalen Gassen zu arbeiten und Geschäfte zu machen. Auch Armenier und Deutsche und Litauer rennen rein und raus in des anderen Geschäft oder Laden, gestikulierend und drohen zu sterben, wenn der Preis noch weiter steigt, sie rauchen Zigarren und klagen in ihren pelzgefütterten Mänteln: »Sie können mir glauben, mir ist heiß wie in einem Ofen«.“
Diese Glosse von Leslie Thomas veranlasste den ansonsten humorvollen Pelzhändler Jury Fränkel zu einem empörten Antwortschreiben wegen ihres „geschmacklosen Inhalts“, neben anderem: „Je mehr die Felle rochen, zu umso schöneren Pelzen wurden sie und erfreuten viele Frauen, spornten sie zu neuem Familienglück an und leimten oft angeknackste Gefühle“.
Am Fuß des Garlick Hill, an der Ecke der Skinners Lane und schräg gegenüber dem „Royal Bank Centre“, befindet sich die Pfarrkirche „St James Garlickhythe“. Ihre erste Erwähnung fand die Kirche um 1100, nach dem großen Brand von London wurde sie 1682 neu errichtet. Abgesehen von „St Paul’s Cathedral“ hat sie den höchsten Deckenraum der Stadt. Zur Kirche gehören zwei Tafeln, die Mitarbeitern der als Pelzhandelsgesellschaft gegründeten „Hudson’s Bay Company“ gedenken, die in den beiden Weltkriegen ihr Leben verloren haben.
Einige Jahre lang wurde in einem Sarg in der Kirche die einbalsamierte, mumifizierte Leiche eines jungen Mannes gezeigt, der 1839 bei Ausgrabungen gefunden wurde. Da niemand wirklich wusste, um wen es sich handelte, bezeichnete ihn der Volksmund im Lauf der Jahre als „Old Jimmy Garlick“.
Im Jahr 1742 eröffneten „Keens & Sons“ auf der Straße die erste Senffabrik Londons. Keens ist inzwischen eine Marke von „McCormick Foods Australia Pty Ltd“, der australischen Niederlassung des amerikanischen, weltweit größten Gewürzherstellers „McCormick & Company“. Das Haus Nr. 20, ehemals ein Schwerpunkt der Weinhändler, beherbergt das Hotel mit Restaurant „Vintry & Mercer“. Das Hotel, Restaurant und Pub „Three Cranes“ (Drei Kraniche), befindet sich in dem georgianischen Gebäude Hausnummer 28.
Der Abriss der Hausnummern 21 und 26 begann Anfang Februar 1988, „Eine entzückende Kollektion alter Londoner Architektur und nicht zuletzt das Ende einer Epoche des Londoner Zentrums“.

## Die Kürschner

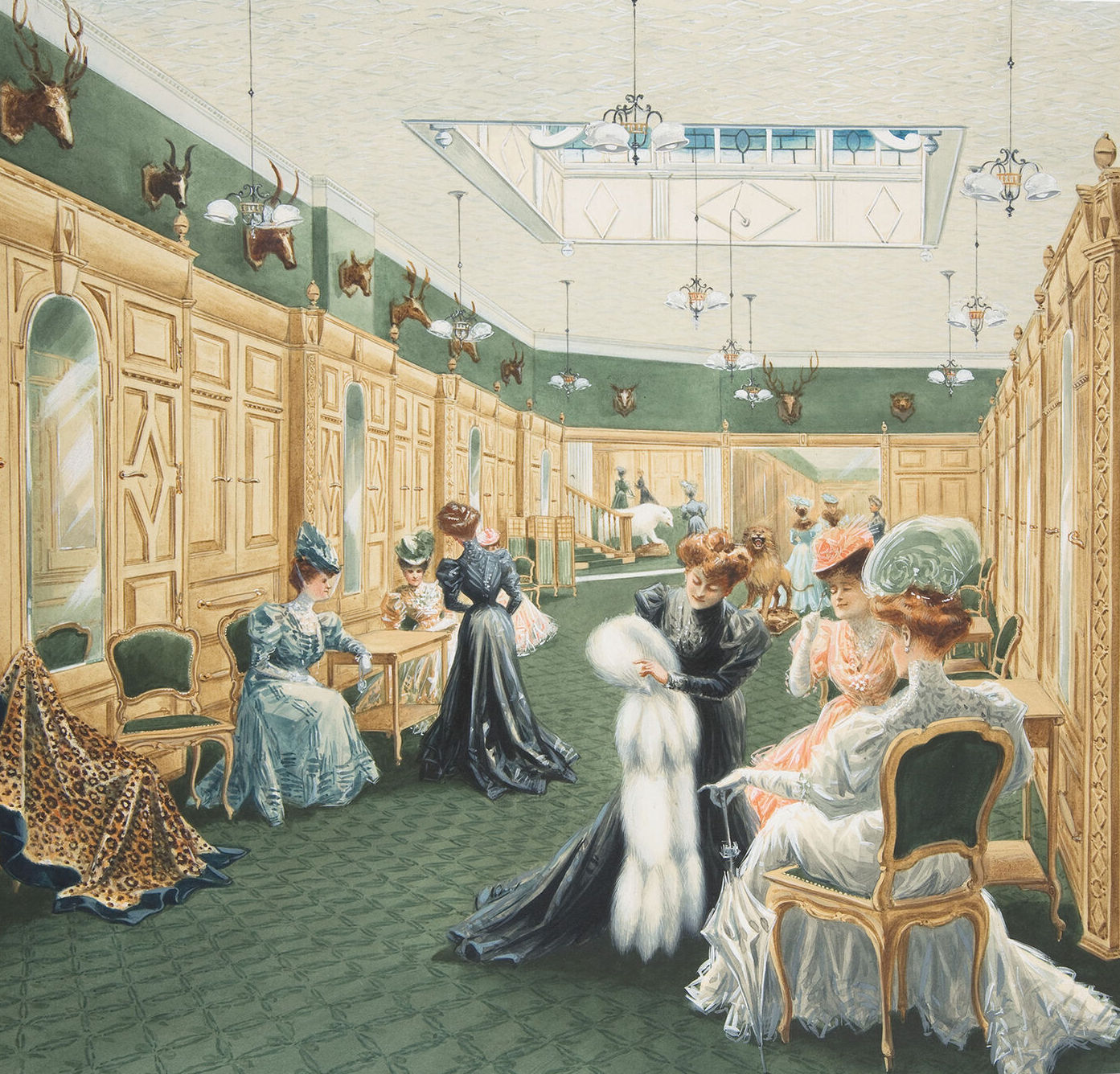
Pelzsalon eines Londoner Kürschners (Ende 19. Jh.)

Anders als in den meisten Weltzentren des Rauchwarenhandels, wie vormals am Leipziger Brühl oder im New Yorker Pelzdistrikt und später im Pelzzentrum Niddastraße in Frankfurt am Main, hatten sich die Londoner Kürschner mit Einzelhandel nicht wesentlich im Viertel der Pelzgroßhändler angesiedelt. Das mag zum einen daran gelegen haben, dass die Kürschner, die immer vor allem den örtlichen Bedarf bedienten, bereits vor dem Weltgroßhandel in der Londoner City tätig waren. Vor allem aber bietet sich der Garlick Hill mit seinen schmalen Gassen nicht vorrangig für repräsentative Ladenlokale an. Der Markt der Skinner befand sich auf der St. Mary Axe bei der Kirche St. Andrew Undershaft, in der Nähe des heutigen Wolkenkratzers 30 St Mary Axe. Ein weiterer Platz mit Kürschnern war Budge Row, aber auch das spätere Welt-Rauchwarenhandelszentrum Garlick Hill. Sowieso waren in früheren Zeiten die Londoner Kürschner gleichzeitig auch Rauchwarenhändler. Wie Francis Weiss bemerkte, waren die vom König gnädig als „werte Männer unserer Stadt London genannt Skinner“ bezeichneten aber ohnehin nur „einen Steinwurf weit“ vom modernen Pelzhandelszentrum entfernt.
Die Berufsbezeichnung „Skinner“, im 20. Jahrhundert aus dem englischen Sprachgebrauch ganz verschwunden, wurde anfangs auf alle angewendet, die in irgendeiner Weise mit Häuten und Pelzen zu tun hatten, sie umfasste eine außergewöhnliche Vielfalt von wirtschaftlichen Aktivitäten und unterschiedlicher sozialer Klassen innerhalb der Branche. Die reichsten Londoner Skinner gehörten zu den wohlhabendsten Bürgern der Stadt. Robert Persone war einer der drei reichsten Männer Londons im Jahr 1319; die herausragendsten, wie Thomas Legge, der zweimal Londoner Bürgermeister und dreimal Abgeordneter war, hatten ihren Platz unter den bedeutendsten Bürgern ihrer Zeit. Während es in den Kreisen, welche die Stadtgesellschaft dominierten, immer Skinner gab, waren die meisten einfachere Leute, ein Ladengeschäft konnten sie sich nicht leisten. Sie lebten teils ärmlich in gemieteten Zimmern und kämpften, mit wenig oder ohne Besitz, mit Näharbeiten um ihren Lebensunterhalt. Sie verarbeiteten Kundenmaterial in ihren oder ihrer Auftraggeber Wohnungen.
Waren die Interessen der Kaufleute oder Kleinmeister auch unterschiedlich, die technischen Ausbildung der nächsten Generation von Meistern war immer eine wichtige Aufgabe der Arbeit der Skinner. Einige Männer, die das Handwerk als Lehrlinge erlernt hatten, wurden direkt von den Kürschnern angestellt und erwarteten normalerweise, selbst einmal Meister zu werden. Zum Nähen der Häute genügten weniger qualifizierte Kräfte, und es ist wahrscheinlich, dass für diese Arbeit nicht so umfassend ausgebildete Menschen beschäftigt waren. Lehrlinge konnten bereits während ihrer Ausbildung schnell mit dem Nähen von Pelzen beschäftigt werden. Einige von ihnen arbeiteten nach Ausbildungsbeginn zwei oder drei Jahre an den Pelzen für die Krönung Heinrichs III. im Jahr 1509 und erhielten dafür 6 Pence. pro Tag, der gleiche Lohn wie ein erfahrener Mann. Die Mitarbeit an der Königsrobe war vielleicht die gefragteste Aufgabe der Kürschner, sie war immer auf eine beträchtliche Anzahl von Leuten verteilt. Die 281-Tage-Arbeit im Jahr 1483 für die Pelze von Richard III. wurde unter 15 Personen aufgeteilt, sie musste bis zur Krönung innerhalb von elf Tagen fertig werden.
Die starke Nachfrage nach Pelzen im späten 13. Jahrhundert ermöglichte einigen Kürschnern sich ein florierendes Geschäft aufzubauen und den königlichen Markt zu erobern. Der Erwerb der teuren Importfelle, die wegen der Sortierung in großen Mengen eingekauft werden mussten, die Beschäftigung von Zurichtern und Schneidern sowie die unsichere Zeit der Lagerhaltung bis zum Weiter- oder Endverkauf erforderten viel Kapital. So entwickelten sich einige Kürschner zu Fellhändlern oder Pelzkonfektionären.
Aus dem Jahr 1297 ist überliefert, dass bei einer königlichen Proklamation bezüglich Abgaben zur Reparatur der Stadtmauer 19 Skinner anwesend waren. Wie andere Gilden auch unterhielten die Kürschner eine State Barke, einen Kahn für Repräsentationszwecke bei Schiffsprozessionen, unter anderem bei einem königlichen Besuch oder nachdem ein neuer Bürgermeister gewählt wurde, des Öfteren war dies ein Kürschner. Der Brauch ist seit 1453 bekannt, die erste Erwähnung für eine eigene State Barke der Skinner findet sich für 1655, die letzte wurde im Jahr 1858 verkauft.
Der eine oder andere kleine Londoner Kürschner brachte es mit Fleiß und vielleicht Glück zu Wohlstand. Thomas Betele beispielsweise, ein Freeman of the City, begann 1397 ganz klein und hatte sechs Jahre später Lagerbestände im Wert von nur 22 Schilling 6 Pence, hauptsächlich an gebrauchten Fellen. Sein zu der Zeit wertvollster Mantel hatte ein Kaninchenfellfutter und war nur 3 Schilling 4 Pence wert, sein privater Besitz entsprach jedoch bald dem von Kaufleute anderer Branchen. Zwanzig Jahre später war sein Geschäft aufgeblüht und er verkaufte Hermelinpelze an das Königshaus sowie Pelze sogar an Kunden aus Wiltshire und Lincolnshire.
Viele Londoner Inhaber von Pelzgeschäften der Zeit beschränkten sich nicht auf die Kürschnerei und den Pelzhandel, sie nutzten möglichst jede sich bietende, auch branchenfremde Gelegenheit zum Geldverdienen. Bei einigen der Kollegen überwog der Handel mit anderen Gütern letztlich das Pelzgeschäft. Doch trotz ihrer vielen Aktivitäten waren diese Männer allesamt Ladenbesitzer, die den Hof und den Adel mit Pelzen versorgten. Robert Persone hatte sein Geschäft in Walbrook sowie andere Grundstücke in Dowgate, von denen aus er Pelze und Bettdecken aus Hermelin und Feh verkaufte. John de Bedford handelte mehrmals im Auftrag des „mistery“s (ältere Bezeichnung für eine Gilde, Innung) und verkaufte Pelze an Edward III. Er war ein prominenter Wollhändler und war auch im Großhandel mit Fellen tätig. Adam de Bury gehörte eine Zeit lang zu der einflussreichen Gruppe von Kaufleuten, die im Namen ihrer Kürschnerkollegen den Makler wählten, über den Felle von Ausländern gekauft wurden. Er handelte auch in Irland und verkaufte nicht nur Pelze an Eduard III., sondern war auch für die Pelzbesätze von Gewändern und die Reparatur von Pelzen für König Johann II. von Frankreich verantwortlich, während dieser in London auf die Zahlung seines Lösegelds wartete. Zu seinem Anwesen in Walbrook gehörte wahrscheinlich ebenfalls ein Ladenlokal.
Ein recht bekannter Londoner Bürger war Radulphus Pelliparius (1189–1211), auch le Parmenter genannt. Er war der Hersteller der luxuriösen Seidenroben und Pelze für König John (1166–1216), Hermelinpelze, Decken aus Otter und Feh, eine aus Samit mit Zobel, mit Hermelin eingefasst. Er heiratete schließlich die Enkelin und Erbin von Henry Fitz-Aylwin, Londons erstem Oberbürgermeister. Nur einem Londoner Kürschner, John de Northampton (auch bekannt als John Comberton; † 1398), gelang der Aufstieg in die Adelsfamilien Londons. Er kaufte für den König ein, hauptsächlich verkaufte er ihm Pelzwaren. Im Jahr 1259 sandte er für Heinrich III. nach Gascogne Pelze im Wert von 164 Pfund und 2 Shilling, zwischen 1250 und 1259 wurden insgesamt mehr als 1000 Pfund an ihn gezahlt, das meiste für Pelze. Er lieferte auch an die Countess of Leicester und sehr wahrscheinlich an andere des Adels und des Klerus. Er heiratete in die Viel-Familie ein, eine der mächtigen Londoner Ratsfamilien dieser Zeit.
In der Mitte des 14. Jahrhunderts begannen die Londoner Kürschner den englischen Pelzhandel zu dominieren, einer Zeit der allgemeinen Wirtschaftsexpansion der Hauptstadt und ihrer Entwicklung zu einem Zentrum des Handels mit Luxusgütern. Während beispielsweise der König um 1250 seine Pelzkleidung noch aus verschiedenen Orten bezog, hatten die Londoner Kürschner einhundert Jahre später praktisch ein Monopol in der Belieferung des königlichen Haushalts. Die Angestellten von Eduard I. und Heinrich III. hatten nur gelegentlich direkt bei den Londoner Kürschnern gekauft, sie bevorzugten den Einkauf über einen der größeren Kaufleute, die zum Hoflieferanten ernannt worden waren, oder sie kauften bei provinziellen Pelzhändlern, wie denen von Reading oder York oder bei italienischen Händlern, manchmal erwarben sie auch Pelze in Paris oder Flandern. Bald darauf handelte jedoch Robert Persone, Geschäft im Bezirk Walbrook, direkt mit der Great Wardrobe, der königlichen Kleiderkammer. Dies trug, neben seinen sonstigen, auch internationalen Handelsaktivitäten, mit dazu bei, dass er einer wohlhabendsten Männer der City wurde. Die Rechnungen, die ihm der König im Jahr 1315 für Käufe über einen Zeitraum von achtzehn Monaten schuldete, beliefen sich auf insgesamt 594 Pfund 15 Shilling 8 pence; im Jahr 1327 stellte er 231 Pfund 7 Pence in Rechnung und er lieferte Pelze im Wert von 102 Pfund 14 Shilling 1 Penny für die Krönung von Eduard III. Prominente Männer, wie Richard de Grey - Grey of Codnor, und der Prior des Hospitals of St. John of Jerusalem schuldeten ihm Geld. Seit dem vierzehnten Jahrhundert entwickelte sich unter dem englischen Adel und Landadel die Tradition, seine beste Kleidung, und damit auch Pelze, in London zu kaufen.
In einem Verzeichnis des Jahres 1763 stehen die Namen von 15 Kürschnern und Skinnern, darunter Tobias Kleinert, Cannon Street, Stadtteil Holborn, „Kürschner der Roben Seiner Majestät“ und Samuel West, ebenfalls „Kürschner Seiner Majestät“. Bald nach dieser Veröffentlichung wurden Unternehmen gegründet, die noch im 20. Jahrhundert einen guten Ruf hatten. Im Jahr 1781 eröffnete Peter Raymond Poland seine Kürschnerei; 1928 war die achte Generation in dem Pelzgroßhandel P. R. Poland & Son tätig. George Smith gab seinen Beruf als Landvermesser auf, ließ sich bei Poland zum Kürschner ausbilden und eröffnete 1794 seinen eigenen Betrieb auf Old Bailey, der Straße an der das gleichnamige ehrwürdige Gerichtsgebäude steht.
Als die Skinner sich einer ernsthaften Bedrohung ihres Lebensunterhalts wähnten, wandten sich hilfesuchend an die Krone. Nachdem sie 1591 eine Petition an die Königin gerichtet hatten, versicherten sie sich eines „Letters Patent“, das die Ausfuhr von Häuten verbot, die nicht zuvor durch die Hände eines „Freeman dieser Gesellschaft, die das gewöhnliche Gewerbe und Handwerk eines Kürschners ausgeübt hat“, gegangen sind. Die Stadt protestierte dagegen, und erst 1606, nach einem zweijährigen Kampf im Parlament, wurde ein Gesetz zur „Entlastung solcher rechtmäßiger Nutzung des Gewerbes und Handwerks der Kürschner“ verabschiedet. Dies verbot anderen, Felle zu bearbeiten, sie im Einzelhandel zu verkaufen oder sie roh zu exportieren. Es war den Kaufleuten auch nicht gestattet, Männer mit dem Zurichten zu beschäftigen, es sei denn, sie hatten eine siebenjährige Ausbildung in diesem Handwerk absolviert, was bei einem Verstoß mit dem Verlust des doppelten Wertes der Felle einherging. Obwohl sich die Skinner 1616 gemeinsam mit den Kaufleuten dem Versuch der Zurichter widersetzten, sich den Schutz eines Monopols zu sichern, reichten sie 1618 und 1636 in ihrem eigenen Namen erneut Petitionen bei der Krone ein.
Die für das Mittelalter charakteristische Schutz der einzelnen Gewerke vor unliebsamer Konkurrenz verschwand jedoch langsam. Hinzu kamen entscheidende Geschmacksveränderungen in Verbindung mit anderen Faktoren, die den Pelzhandel untergruben, Die Industrie wurde nicht mehr von mächtigen Kaufleuten angeführt, die hauptsächlich durch den Verkauf von Pelzen in wohlhabenden und aristokratischen Kreisen florierten. Die Skinner werden immer mehr zu reinen Fellhändlern und Rauchwarenkommissionären, sie scheinen jetzt hauptsächlich mit der Abwicklung von Zurichtung und Verpackung von Kaninchen- und Lammfellen beschäftigt gewesen zu sein, von denen viele für ausländische Märkte bestimmt waren. Der Kommissionshandel expandierte auch dadurch, dass seit Ende des 17. Jahrhunderts ein wesentlicher Geschäftszweig hinzukam, die Beschaffung von Fellen für die expandierende Hutindustrie (Biber-, Kanin-, Nutriafelle).
In früherer Zeit benötigten die „Skinner“, die Gerber und die Pelzzurichter für ihre Arbeit fließendes Wasser. Der erste bekannte Versammlungssaal der Skinner war jahrhundertelang die „Copped Hall“. Sie stand an dem seit dem 17. Jahrhundert unterirdisch verlaufenden Bach Walbrook, wahrscheinlich an derselben Stelle wie die heutige Skinners’ Hall, nahe der Station Cannon Street. Das wichtigste Datum für die Zunft war ihre Sanktionierung durch Edward III. durch die Royal Charter, in der die Grundsätze ihres Berufsstandes festgelegt wurden. Das gab den Londoner Kürschnern die Möglichkeit, berufliche Standards durchzusetzen, nicht nur in der Stadt selbst, sondern auch auf den umliegenden Märkten. Der Distrikt blieb die Heimat des Pelzhandels, auch als man für die Pelzzurichtung nicht mehr auf das Wasser des Walbrook angewiesen war.
Der Große Brand von London zerstörte auch die Guildhall, das Gildehaus der Kürschner in der Dowgate Lane. Die silbernen Tischgeräte und die Dokumente konnten in Sicherheit gebracht werden. Um 1668-1669 wurde ein neues Gildehaus an derselben Stelle errichtet. Die Bilder im Speisesaal, gemalt von Frank Brangwyn, zeigen meist Szenen aus der Geschichte der Kürschnerzunft.
Bei seinem Besuch des Londoner Pelzviertels im Mai 1925 fiel dem deutschen Rauchwaren-Kommissionär Philipp Manes der Unterschied der Pelzgeschäfte zu denen in Berlin auf:
„Grundlegend möchte ich bemerken, dass ich auf meinen zahlreichen Gängen niemals ein so künstlerisch dekoriertes Schaufenster gesehen habe, wie es etwa in Berlin bei dem Seidenhaus Michels, V. Manheimer, Maassen oder Gerson zu jeder Jahreszeit eine Selbstverständlichkeit ist. Selbst die allergrößten Geschäfte der Regents Street haben wohl wunderschöne Schaufenster, apart in den Hintergründen, hoch, hell aber von Kunst ist bei all diesen Fenstern nichts zu sehen. Nur eines der ältesten Häuser Londons, Debenham & Freebody, in der ganzen Art etwa mit Gerson zu vergleichen, 1791 gegründet, kann einigen Anspruch darauf machen, auch äußerlich Gerson ähnlich zu sein. Der Pelzkonfektionsraum ist wundervoll mit dunkel Eichenvertäfelung ausgestattet, man sieht kaum irgend einen Pelzgegenstand, aber als ich die Verkäuferin fragte, was sie an aparten Artikeln habe, wurde mir eine Anzahl edelster Nerzmäntel, Nutria, Breitschwanz und vor allem Feh in jeder nur möglichen Schattierung gezeigt. Reichhaltige Auswahl, wie sie kaum irgendwo zu finden ist, und doch liegt das Geschäft in einer stillen Parallelstraße der Oxford Street, die ziemlich altertümlich aussieht und in der noch wenig vom modernen England zu finden ist.“

## Die Pelzveredler

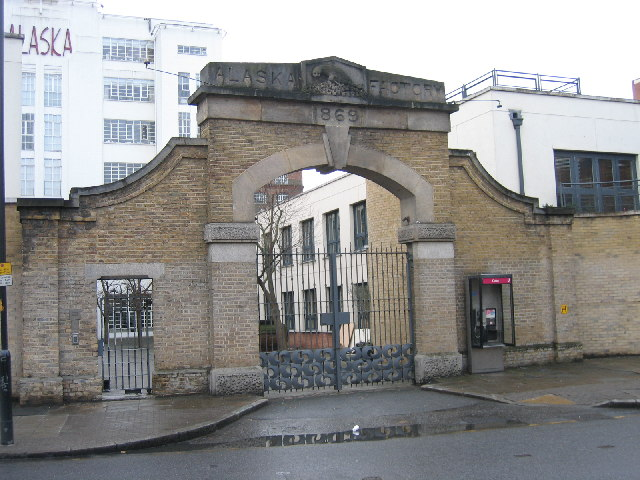
Tor zur ehemaligen Alaska Factory C. W. Martin & Sons im Jahr 2006

In verschiedenen Orten Englands gab es im späten Mittelalter kleine Ansammlungen von Skinners, es war jedoch London, dass sich in dieser Zeit zum Mittelpunkt der Pelzherstellung entwickelte. Geschützt durch den alten London Wall und die Themse hatte die quadratmeilgroße Innenstadt bereits Gestalt angenommen. Im 14. Jahrhundert veredelten vielfach schon die „Tawyers“, die Weißgerber auf Dowgate Hill am Ufer des River Walbrook die Felle für die „Skinner“, die Kürschner. Mit Beginn der modernen Pelzbekleidung spezialisierten sich die Skinner endgültig in die fellgerbenden Pelzzurichter sowie -veredler und die endverarbeitenden Kürschner. Die zuletzt noch in der Londoner City angesiedelten Veredler waren wohl regelmäßig auch im Fellhandel tätig.
In der Geschichte der Pelzbekleidung spielen die Londoner Kürschner und Pelzveredler eine ganz besondere Rolle. Mit einer Jacke aus gerupftem Sealfell begann eine Mode, bei der der Pelz nicht mehr nur wärmendes Innenfutter und schmückender Besatz war, sondern als eigenes Kleidungsstück mit dem Haar nach außen getragen wurde. Die Jacke tauchte um 1842 plötzlich in London auf und wurde, wie der Pelzhändler Francis Weiss sich ausdrückte, für die Kürschner „der größte Gelddrucker („money spinner“) seit der Steinzeit“. Es ist nicht mehr bekannt, wer dieses Teil kreierte. Nicht unerheblich trug zu dem Erfolg Prinzessin Alexandra von Dänemark bei, in deren Aussteuer sich eine Alaska-Sealjacke befand.
Nicht nur die erste, eine neue Pelzmode begründende, weltweit kopierte Sealjacke kam aus London. Hier gelang es 1796 Thomas Chapman zum ersten Mal in der westlichen Welt, dem Sealfell das feste Grannenhaar zu entfernen und dabei die weiche Unterwolle zu erhalten, ein Verfahren das allerdings in China schon seit Generationen bekannt war. Chapman selbst konnte von seiner vorangegangenen sechsmonatigen Versuchsarbeit nicht profitieren. Bevor er damit auf den Markt kam, wurde es bereits kopiert, auch scheiterte sein Versuch bei einer Anhörung vor einem Ausschuss des Oberhauses eine Entschädigung zu erwirken. Mit einem aufwändigen Streichverfahren wurde das Sealfell nach dem Rupfen meist schwarz gefärbt. Eine Optik, die bis in die 1950er Jahre auch als Imitation durch preiswertere Fellarten ein wesentlicher Teil der Pelzmode war. Vor allem das geschorene und schwarzgefärbte, sogenannte Sealkanin wurde dank seines günstigen Preises zu allen denkbaren Pelzbekleidungsstücken verarbeitet, vom Muff über Besätze und in großer Menge auch zu Jacken und Mänteln.
Die Leipziger Fellhändler ließen bis in die 1850er Jahre ihre auf den Londoner Auktionen gekaufte Ware in der Regel auch in London zurichten. Die deutschen Zurichter beschäftigten sich bis dahin fast ausschließlich mit einheimischen beziehungsweise europäischen Fellen. Zumal lag die Zurichtung in Deutschland bis Ende des 19. Jahrhunderts hauptsächlich noch in den Händen der Kürschner. Insbesondere die hohen Londoner Löhne führten Ende der 1850er Jahre zu einer Verlagerung der Aufträge von englischen und deutschen Großhändlern in die dann aufblühende Pelzveredlungsindustrie um Leipzig.
Nach der Erfindung der Anilinfarben wurden die aus Amerika kommenden Sealfelle von 1902 bis 1912 sämtlich nach Frankreich zum Färben geschickt, wo man damit fortgeschrittener war, in London wurden sie nur noch endbehandelt und großteils nach den USA reimportiert. Dieses unwirtschaftliche Prozedere fiel in Amerika auf und man begann dort eine eigene Sealveredlung einzurichten.

## Das Pelzhandelsviertel
Wie in Deutschland gehörten auch in England Pelze, damals fellgefütterte und besetzte Kleidung, schon früh zur allgemeinen Ausstattung des gehobenen Bürgertums, des Adels und des Klerus. Die begüterte Gilde der Gerber und Kürschner war eine der ältesten der noch im 20. Jahrhundert bestehenden. Als Cromwell nach der Eroberung Irlands die dortigen Ländereien an den Adel und die Gilden verteilte, fiel das irische Londonderry an die Londoner Skinner und Furriers, welche die Häuser und Liegenschaften der Stadt noch bis um 1900 in Erbpacht hatten.
England, wo die Pelzherstellung weniger weit als auf dem Festland entwickelt war, hatte dennoch Anteil an der Ausweitung des Fellhandels im zwölften und dreizehnten Jahrhundert. Immer mehr ausländische Kaufleute besuchten London und die Häfen in der Provinz. Sie brachten neben anderen Produkten eine Vielfalt von Fellen ins Land. Robert FitzStephen (* um 1120; † nach 1182) berichtete von „Zobel, Feh und Hermelin aus den fernen Ländern, in denen Russen und Nordmänner wohnen“, die im London zu seiner Zeit erhältlich waren, ebenso wie feine Pferde, Edelsteine aus Ägypten und karmesinrote Seide aus China.
Während um 1400 die Importe von Pelzfellen in das mehr und mehr prosperierende England zunahm, zeigen die englischen Kürschner, mit wenigen Ausnahmen, kaum Interesse an einem eigenen Auslandseinkauf. London wurde der Hauptmarkt für ausländische Felle. Im späten 14. Jahrhundert gab es in London nur wenig mehr als sechs Personen, die sich „fellmonger“, Fellhändler, nannten. Sie exportierten nach Flandern vor allem englische Schaf- und Lammfelle, Kanin-, Katzen-, Hasen- und Fuchsfelle, wofür sie in den letzten Regierungsjahren von Eduard III. Lizenzen benötigten. Im Gegenzug importierten sie für den Verkauf in London Eichhörnchenfelle, Otterfelle, Biberfelle, Iltisfelle und Steinmarderfelle. Hinweise auf einen internationalen Londoner Fellhandel aus dieser Zeit sind jedoch sehr selten. Die Verbindungen der Londoner Fellhändler mit den Londoner Kürschnern war naturgemäß sehr eng. Einige beschränkten sich auf den Rohfellhandel, andere betrieben gleichzeitig in der City einen Einzelhandel.

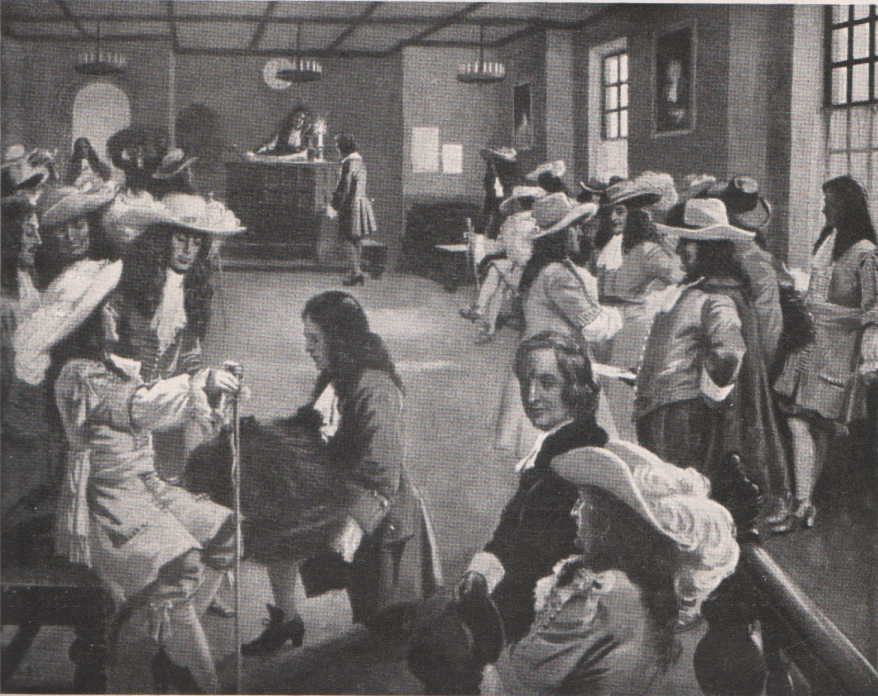
Der erste öffentliche Verkauf von Pelzfellen in Garraway’s Kaffee-Haus

Die bis gegen Ende des 20. Jahrhunderts anhaltende Bedeutung Londons als Zentrum des weltweiten Fellhandels entstand wesentlich durch seine Seeherrschaft, seine Kolonialwirtschaft, die Hudson’s Bay Company und die Londoner Rohfellauktionen. Englische Rauchwarenhändler waren die ersten Vermittler zwischen Trappern und Verarbeitern, die ersten Verschiffer, Verlader, Spediteure und Kommissionäre im Pelzhandel. Die Felle kamen überwiegend aus der kanadischen Kolonie, später auch in beachtlichem Umfang aus Australien und Asien. Aber auch bereits in früherer Zeit wurde ein nicht unerheblicher Teil der über Russland angelieferten Felle über London nach England und auch weiter nach dem Festlandeuropa gehandelt. Zumindest seit gegen Ende des 18. Jahrhunderts wurden Pelzfelle nicht nur für den englischen Markt eingeführt, sondern auch exportiert, sogar bis zu den klassischen Pelzlieferanten Russland und China. In der zweiten Hälfte des 18. Jahrhunderts erfolgten durch Londoner Firmen unter anderem größere Lieferungen nach Sankt Petersburg, heute Leningrad und von dort weiter nach Kiachta an der russisch-chinesischen Grenze zur Ausfuhr nach Peking. Noch um 1900 wurden Kamtschatka-Zobelfelle russischen Herkommens über Amerika nach London und weiter nach Leipzig transportiert, um dort vielfach von russischen Händlern gekauft zu werden. Kamen die begehrtesten und wertvollsten Felle anfangs vor allem aus dem östlichen Russland, eröffnete sich mit der Entdeckung Amerikas und auch Australiens neue Felllieferanten mit zum Teil bisher unbekannten Pelzarten. Australien, dass eigentlich nicht reich an Pelztieren ist, bekam erhebliche Bedeutung durch die Anfang des 18. Jahrhunderts dort eingeführten Kaninchen, die sich mangels natürlicher Feinde massenhaft vermehrten. Auch die zu ihrer Bekämpfung ausgesetzten Füchse wurden nach ihrem Überhandnehmen gefragte Pelzlieferanten.
Frankreich war in der Zeit seiner Besitzung in Kanada durch seine großen Handelsgesellschaften der Mittelpunkt des Pelzhandels. Mit der Gründung der englischen Muscovy Company Mitte des 16. Jahrhunderts war Frankreich dann ein starker Konkurrent entstanden. Vor Erlass der Cromwellschen Navigationsakte befand sich der englische Pelzhandel vorzugsweise noch in den Händen der Hanse mit Sitz im Londoner Stalhof, nicht weit entfernt vom Pelzviertel Garlick Hill. In den Jahren 1501 bis 1506 kam durch die Portugiesisch-Bristoler-Handelsgesellschaft (London and Bristol Company, besser bekannt als Newfoundland Company) zum ersten Mal amerikanisches Pelzwerk direkt nach England. Die Gesellschaft löste sich jedoch bald wieder auf und weitere 150 Jahre gelangten amerikanische Rauchwaren nur durch französische Vermittlung nach England.

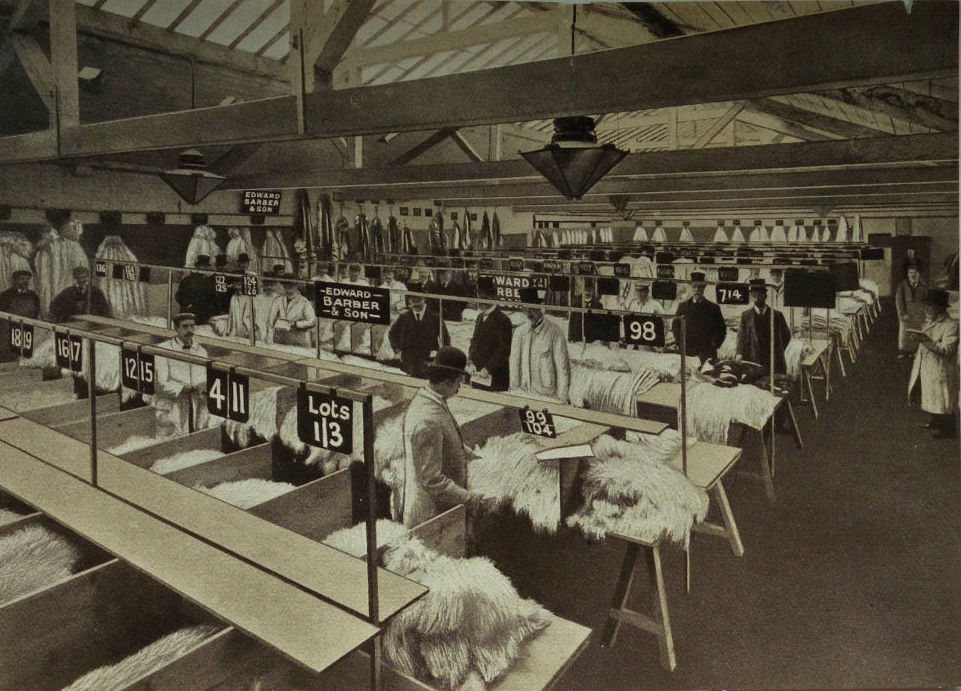
Besichtigung der chinesischen Felle vor der Auktion bei Barber & Son (1899)

Der erste öffentliche Londoner Fellverkauf fand am 24. Januar 1672 in der Exchange Alley statt, zehn Minuten Fußweg von Garlick Hill entfernt in dem Kaffeehaus Garraways, das über 200 Jahre bestand. Garraways war damit schnell erfolgreich, noch 1807 wurden hier jährlich 600 Auktionen für die verschiedensten Waren abgehalten, von Wein bis Indigo. Auch in anderen Kaffeehäusern gab es zu der Zeit bereits Auktionen, beispielsweise im „Vernons“ in der Temple Gate, in den Lokalitäten von „Pensilvania“ auf der Birchin Lane, „The New York“ auf der Sweetings Alley in Cornhill und bei „Lloyds“, Tower Street, später Lombard Street. Im Lloyds veranstaltete die Hudson’s Bay Company verschiedentlich Verkäufe, wenn ihre Schiffsladungen aus Übersee eingetroffen waren, bis sie fast für 200 Jahre ihr eigenes Geschäftshaus in der Fenchurch Street besaßen. Einkäufer vom europäischen Festland begaben sich auf die damals oft mehrwöchige Reise nach London, die Kanal-Überfahrt anfangs noch auf einem Segelschiff. Die größten Unternehmen, C. M. Lampson & Cie. und Hudson’s Bay Company, verkauften um 1900 nur gegen bar. Doch gab es Firmen, die für weniger kapitalkräftige Unternehmen den Betrag gegen Provision übernahmen.
Um 1900 war eine moderne Pelzmode entstanden, in der Mäntel und Jacken vom Bürgertum erstmals mit dem Haar nach außen getragen wurden. Immer breitere Bevölkerungsschichten kleideten sich in Pelz und die Nachfrage nahm so sehr zu, dass bei einzelnen, besonders gefragten Fellarten sogar die Gefahr der Ausrottung bestand. Es entstand eine Pelztierzucht und die Nutzung von Wildware verlor zugunsten von Zuchtfellen erheblich an Bedeutung. Käufer in London waren insbesondere Rauchwarengroßhändler aller pelzimportierenden Länder, Großkürschner, Unternehmen der Bekleidungsindustrie (Pelzkonfektionäre) und der Stoffbekleidung (für Pelzbesätze).
London entwickelte sich innerhalb von zwei Jahrhunderten zum weltgrößten Markt für Rohfelle. Durch die englischen Kolonien und die von Großbritannien verwalteten Pelzdistrikte befand sich England unter den Pelzlieferanten noch in der ersten Hälfte des 20. Jahrhunderts mit an vorderster Stelle. Russland war weiterhin ein wesentlicher Geschäftspartner des Londoner Pelzgroßhandels. Die russischen Handelsexport-Vereinigungen erhielten aus London erhebliche Vorfinanzierungen für ihre Waren. Vor 1950 wurden laut einer Schätzung jährlich russische Pelzfelle im Wert von 4 ½ Millionen Pfund, bei einem Gesamtexportwert von 10 Millionen über London gehandelt. Der Handel mit chinesischen Fellen, vor allem mit vorgefertigten Pelztafeln, begann erst etwa im Jahr 1881. Aus den Anfängen entwickelte sich in den 1890er Jahren ein beständig wachsender Import von Pelzprodukten aus China und Japan, Russland, Indien und Afrika. Maklerfirmen, die sich ursprünglich dem bis heute sehr bedeutenden Zweig mit Pelz-Halbfertigprodukten widmeten, waren Alexander Towned & Company und Canny & Coulburn. Diese und E. Barber & Sohn, Anning Chadwick & Kiver sowie Eastwood & Holt tätigten weltweit große Geschäfte, sowohl durch Auktionen wie im freien Handel. Das Lagerhaus für chinesische Felle befand sich erst in Globe Yard und Cross Lane in unmittelbarer Nähe der Lower Thames Street, es wurde später in das Rauchwarenviertel verlegt, in die Lagerräume von Brooks Wharf, Smith's Wharf und Dowgate Wharf. Die chinesischen Auktionen wurden erst in den London Commercial Sale Rooms in Mincing Lane abgehalten, dann in einem von Brooks Wharf extra erbauten Auktionsraum, später dann für mehrere Jahre im Auktionssaal von Lampson’s in der Queen Street, bis sie letztlich zusammen mit den übrigen Fellen im Beaver House stattfanden.
Der angeblich erste ausländische Mann der Pelzbranche, der sich in London niederließ, soll in den frühen 1920er Jahren ein Mr. Blatspiel gewesen sein, Gründer des berühmt gewordenen Clearinghauses Blatspiel, Stamp & Heacock, schon 1923 gefolgt von Moritz Oppenheim aus Altona, der ein ähnliches Unternehmen im Finanzcenter der Straße Poultry eröffnete, mit Niederlassungen in Hamburg und Leipzig. Ein erstes Anwachsen von Immigranten nach London erfolgte nach dem 1870/71er Französisch-Preußischen Krieg. Es herrschte Armut in Polen, in Russland fanden Pogrome statt und in Ungarn und Rumänien fielen weitgehend die Ernten aus. Das Ziel der Immigranten war eigentlich Amerika, ein Teil blieb jedoch in London, einige gingen nach Besserung der Verhältnisse zurück in ihr Heimatland. Hinzu kam, dass nicht nur im Handwerk die Berufsanfänger gern auf die Wanderschaft gingen, um andere Betriebe und Arbeitsmethoden kennen zu lernen und nicht wieder in ihre Heimat zurückkehrten. Zu den in London verbliebenen Unternehmen der Pelzbranche gehörten die Gebrüder Politzer aus Ungarn, Hirschl Meijer, Eysoldt & Bleistein und Arthur Mendel aus Deutschland sowie der Schwede Waldemar Bauer.
Mitte des 18. Jahrhunderts entwickelte sich Leipzig zu einem mächtigen Konkurrenten der bisherigen Pelzhandelszentren, vor allem in Bezug auf zugerichtete und veredelte Felle. Leipzig hatte durch den Ersten Weltkrieg (1914 bis 1918) erst einmal seine Bedeutung für den Weltpelzhandel wieder verloren, auch das russische Pelzhandelsmonopol Sojuzpushnina schickte seine Felle bis 1921 nicht mehr an den Brühl, sondern auf die Londoner Auktionen. So gab es nach dem Krieg in London viele Neugründungen von Pelzfirmen. Darunter befanden sich Händler aus Russland, der Türkei, Indien und besonders auch aus Europa, was zu einer weiteren Internationalisierung des Pelzhandels beitrug. Die englische Pelzveredlungsindustrie nahm im Verhältnis zur allgemein positiven Entwicklung des Rauchwarenhandels einen besonderen Aufschwung, auch die Zahl der Betriebe vergrößerte sich. Mit dem Verfahren der Enthaarung, Zurichtung und Färben von Sealskin, den Fellen des Nördlichen Seebären, war man ohnehin führend, die Qualität war unübertroffen. Mit der Zentralisation des Rauchwarenhandels in London war die Zahl der Rauchwarenhändler, der Pelzkonfektionäre und der Kürschner gewachsen.
Mitte des 20. Jahrhunderts hatte sich die Anzahl solcher Firmen gegenüber 100 Jahren zuvor etwa verzehnfacht. Die Geschäftshäuser der Makler und Rauchwarenhändler befanden sich zum großen Teil in der Nachbarschaft der Queen Street, Garlick Hill, Upper Thames Street, Great St. Thomas the Apostle und Queen Victoria Street. Der Londoner Rauchwarenhändler Francis Weiss erinnerte an die Zeit davor:

„Die Londoner Pelzbranche erreichte den Höhepunkt der Expansion im Zeitalter zwischen den beiden Weltkriegen. Das Gebiet, beherrscht durch den Rauchwarenhandel, erstreckte sich, ausgehend von dem Lampsonschen Auktionskomplex, entlang der Themse, beinahe bis zum Tower und Blackfriars, Queen-, Upper Thames-, Queen Victoria Street etc. und all die vielen kleinen Gäßchen und Winkel bis hinüber zur St. Pauls Kathedrale zeigten die Firmenschilder von mehr und minder bedeutenden Fellhändlern und Kommissionären. Näher zum Dom hausten Großkonfektionäre, im Eastend Hunderte von Fabrikanten und Zwischenmeistern. Über dem Strom im Dockland waren viele Lagerhäuser ebenfalls durch unsere Branche belegt.
1928, als die Hudsons Bay Company den neuen Auktionssaal und Beaverhouse eröffnete, verschob sich der Zentralpunkt etwas nach hier und blieb es auch bis zum heutigen Tag [März 1979].“

Der tatsächliche Niedergang der Leipziger Pelzwirtschaft war jedoch mit dem Wegzug und der Vertreibung von mehreren hundert jüdischen Firmen nach der Machtübernahme durch die Nationalsozialisten im Jahr 1933 entstanden. Soweit sich ihre Inhaber im Ausland wieder selbständig machen konnten, geschah dies wesentlich in London und in New York, zu deren Pelzzentren bereits Geschäftsverbindungen bestanden. Die zahlreichen nach London immigrierten jüdischen Händler brachten ihre wertvollen internationalen Geschäftsverbindungen mit, die sie sich im Lauf der Jahre aufgebaut hatten.

### Nach 1945
Nach dem Zweiten Weltkrieg (1939 bis 1945) wurden innerhalb des Pelzviertels viele Verlagerungen notwendig.
Mit dem Entstehen des Pelzzentrums Niddastraße in Frankfurt am Main nach dem Zweiten Weltkrieg und mit dem späteren Rückgang des Pelzumsatzes in Europa verlor der Londoner Pelzhandel seine Bedeutung. Auch hatte London unter den Luftangriffen schwer gelitten, England befand sich in einer Wirtschaftskrise. Die Firmeninhaber berichteten einem der ersten deutschen Pelzeinkäufer von einem überbordenden Bürokratismus, dem gegenüber „selbst der Deutsche, welcher doch wahrhaftig an Bürokratismus gewöhnt ist, vor diesen unfassbaren Verordnungen, welche den Außenhandel verzögern und einengen“. Positiv für England sah der zitierte Rauchwarenhändler 1949 den verstärkt stattgefundenen Ausbau der Pelzveredelungsindustrie. Die Kürschnerarbeit in den Geschäften befand er dagegen auf einem sehr bescheidenen Niveau, er wies jedoch darauf hin, dass die Einzelhändler die Pelze unter einem bestimmten Preis halten mussten, da auf höherpreisige Teile eine Luxussteuer von 100 Prozent erhoben wurde.
Der Welthandel mit Fellen fand in Europa, bis 2024 zum großen Teil über die Auktionen der dänischen Pelztierzüchtergemeinschaft Kopenhagen Fur, sowie über China statt. Das entscheidende Signal für den Wegzug der Pelzhändler von Garlick Hill war wohl die Aufgabe des Auktionshauses Beaver House durch die Hudson’s Bay Company im Jahr 1982. Die Grundstückspreise waren inzwischen gestiegen, die Umsätze des Londoner Fellhandels waren dagegen rückläufig, so dass sich die Pelzunternehmen zurückzogen, unter anderem in den Stadtteil Greenwich.
Die Hudson’s Bay & Annings entschied sich am 29. Oktober 1975 in der Londoner City zu bleiben, und nicht in den Vorort Perivale umzuziehen. Das rief im Londoner Fellhandel nicht nur Zustimmung hervor. Das Fur Trade Redevelopment Sub-Committee, eine Vereinigung Londoner Rauchwarenhändler, kritisierte den Entschluss. Das Committee hatte sich 2 ½ Jahre lang bemüht, einen neuen Platz für das Londoner Pelzzentrum zu finden. Mehr als 100 Firmen hatten die Forderung nach einem gemeinsamen Umzug unterschrieben. „Die Hoffnungen des Commitees auf ein modernes Pelzzentrum - so in einem Brief - werde durch die HBA-Entscheidung zunichte gemacht. Man müsse sich statt eines neuen Auktionsgebäudes mit entsprechenden neuen Büros für Händler und Kommissionäre nun weiterhin mit den bisherigen Räumlichkeiten zufriedengeben. Auch auf ein vom Straßenverkehr befreites Pelzzentrum müsse man nun verzichten und müsse sich weiterhin mit einer Hauptverkehrsstraße abfinden. - Das Committee bezeichnete es als Tragödie, daß der Londoner Handel eine einmalige Gelegenheit versäumt habe. […]“
Ein mit „Pelzzentrum London jetzt“ überschriebener Artikel einer Pelzfachzeitung schilderte die Lage im August 1989, als noch etwa 500 internationale Besucher die Londoner Pelzauktionen besuchten:

„Garlick Hill, das einmal der Mittelpunkt war, ist da wo das Beaver House war, heute eine öde Steinfassade. Der Bau einer Bank ist Verrat an der Bestimmung des Londoner Pelzviertels. Sogar der historische Haupteingang mit den Stufen zwischen zwei Säulen wurde eliminiert. Was stattdessen dafür errichtet wurde, ist ein fantasieloses Gebäude der Mittelmäßigkeit. Garlick Hills Ostseite mit seinen historischen Fassaden ist fast fertiggestellt. Gt. St. Thomas Apostle ist jetzt von der Pelzindustrie geräumt. Das Pelzhandelshaus und die Gebäude auf der Südseite der Autobahn und Queenshithe bleiben, bis auf Worcester House und das Gebäude von C. W. Martin.“

Im Januar 1993 wechselte eine Anzahl Pelzhandelsunternehmen in das Brookstone House in Archway, einer Gegend im Norden von London. Viele davon kamen aus dem Fur Trade House in Londons City. Das Brookstonehaus, das seit 1990 das neue Zentrum für viele Londoner Pelzfirmen geworden war (einschließlich Hurwitz Furs, Polar Furs und Infelber Exports Ltd.), ist dem Bellsidehaus unmittelbar benachbart. Das Brookstonehaus war Anfang des Vorjahrs erworben und anschließend renoviert worden. Eines der ersten Unternehmen, die in das neue Gebäude einzogen, war die London Fur Exchange Ltd. unter der Leitung des ehemaligen Mitarbeiters der Hudson’s Bay Company, Colin Billings. Es folgten ihm im Januar: A. Bromberg (Exporters) Ltd., Delauney Ltd, Fine Furs Ltd., M & V Traders Ltd. (Vic Clarke), Noel Sillico & Co. Ltd., Simonow Trading Co. Ltd. und Erna Weiss. Weitere Firmen kamen innerhalb der nächsten Monate. Ein Beobachter kommentierte: „Wie in den alten Zeiten auf Garlick Hill … aber sehr viel moderner!“
Simon Weiss, Ehrenpräsident des Welt-Pelzverbandes IFTF, erinnerte sich im Herbst 2005: „In starkem Kontrast zur heutigen Welt der High-Tech-Kommunikation, des hochentwickelten Marketings und elektronischen Transfers, fand Londons Pelzhandel in sehr dunklen Büros statt, oder im „ABC Coffee House“, oder im „Pelz-Club“ der Hudson’s Bay Strathcona Room [1973 neu eingerichtet und renoviert; 1975 mangels Mitgliederinteresse geschlossen], oder mit einem Dutzend Händler und Kommissionäre handelnd um Garlic Hill und Upper Thames Street.“
Die British Fur Trade Association (BFTA), Sprecherin der englischen Pelzbranche, wurde 1919 gegründet. 2020 hat sie ihren Geschäftssitz auf der Wandsworth Road 153, drei Meilen außerhalb Garlick Hill.
Die International Fur Federation (IFF), bis Oktober 2013 International Fur Trade Federation (IFTF), ist die einzige Organisation, die international die Pelzindustrie vertritt und deren Praktiken und Handel reguliert. Die Geschäftsstelle des 1930 auf der Internationalen Pelzfach-Ausstellung gegründeten Verbands-Vorgängers hat ihren Sitz inzwischen in London, zusammen mit der BFTA. Die Mitglieder umfassen alle Bereiche der Pelzbranche, darunter Züchter, Fallensteller, Auktionshäuser, Broker, Fellhändler, Kommissionäre, Veredler, Konfektionäre, Kürschner, Einzelhändler und Designer.
Garlick Hill wurde 1980 zur „Conservation Area“ erklärt, das heißt, kein Gebäude darf ohne Zustimmung der Stadtplaner zerstört werden. Für das Beaver House hatte man 1982 trotzdem die Genehmigung zum Abriss erteilt, und das Grundstück wurde Mitte der 1980er Jahre von Markborough Properties saniert, einer Immobilien-Tochtergesellschaft der Hudson’s Bay Company. Der neue Komplex, heute Royal Bank of Canada Centre genannt, wurde 1987 fertiggestellt, er besteht jetzt aus zwei miteinander verbundenen Bürogebäuden. Eine Besonderheit ist das Atrium, das bepflanzte Flächen mit einbezieht und Licht in die nach innen gerichteten Büroräume lässt. In das Atrium ist außerdem die ursprüngliche Eingangsfassade des Beaver House integriert. Auch erinnern eine Gedenktafel aus dem Jahr 1987 und eine alte Windfahne an die ehemals hier ansässige Hudson’s Bay Company.
Im Jahr 1986 beklagte ein Leser des Winckelmann Fur Bulletins die mangelnde Anerkennung, die Mitglieder der Pelzbranche inzwischen in Großbritannien erfuhren. Der Herausgeber bestätigte den schnellen Rückgang des Londoner Pelzhandels anhand seiner Zahlen (im Gegensatz zu den noch besser dastehenden europäischen Ländern): Im Jahr 1980 umfasste das englische Pelzfachverzeichnis 284 Seiten, 1986 bereits nur noch 128. Anstelle von über 2000 eingetragenen Firmen waren es jetzt noch 850.
Auf der Dowgate Hill, gegenüber Skinners Hall, befindet sich seit dem 19. Juni 2013 das Restaurant „Fur Trader“ (Pelzhändler).

### Worshipful Company of Skinners

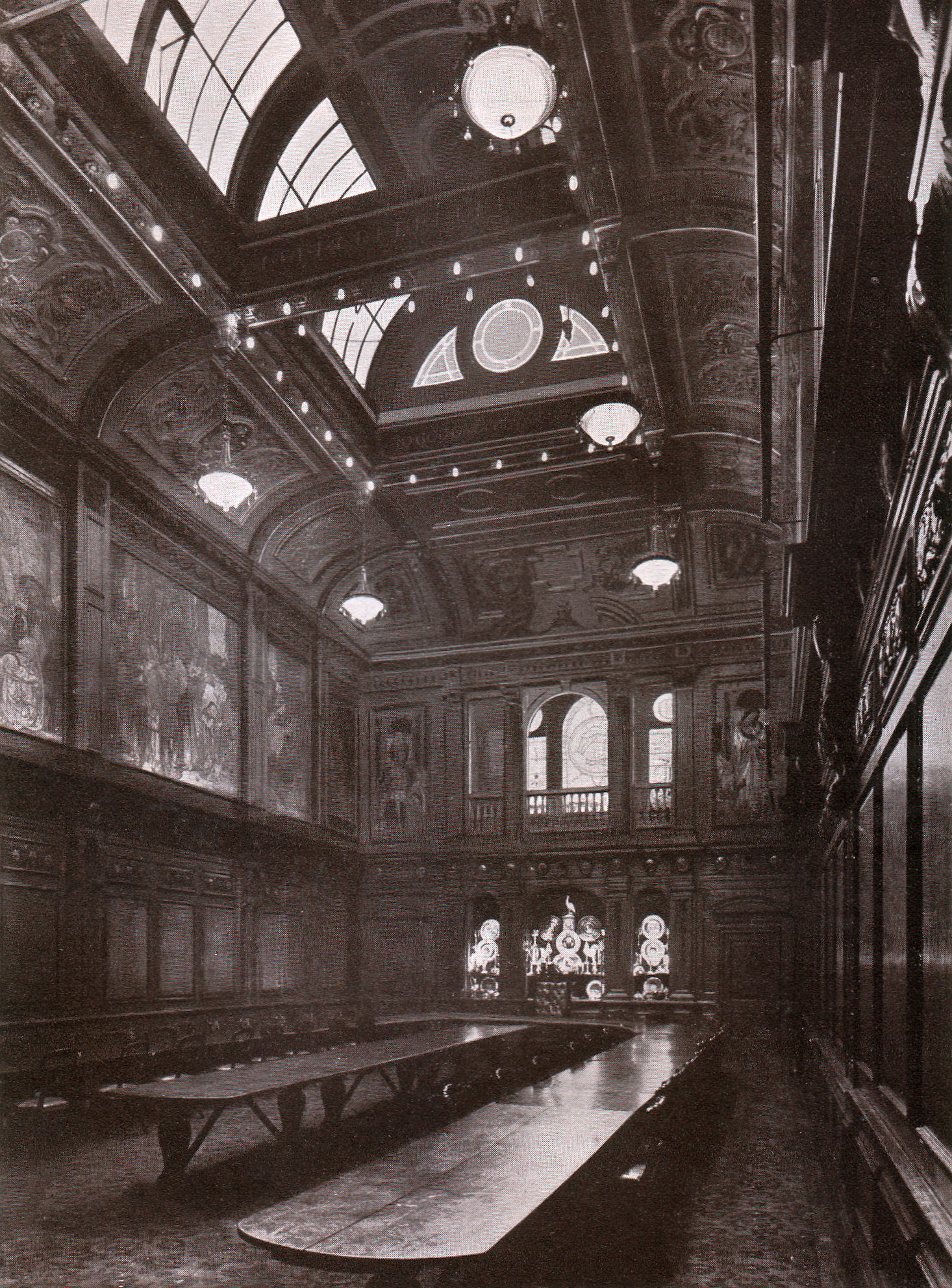
Skinners Hall
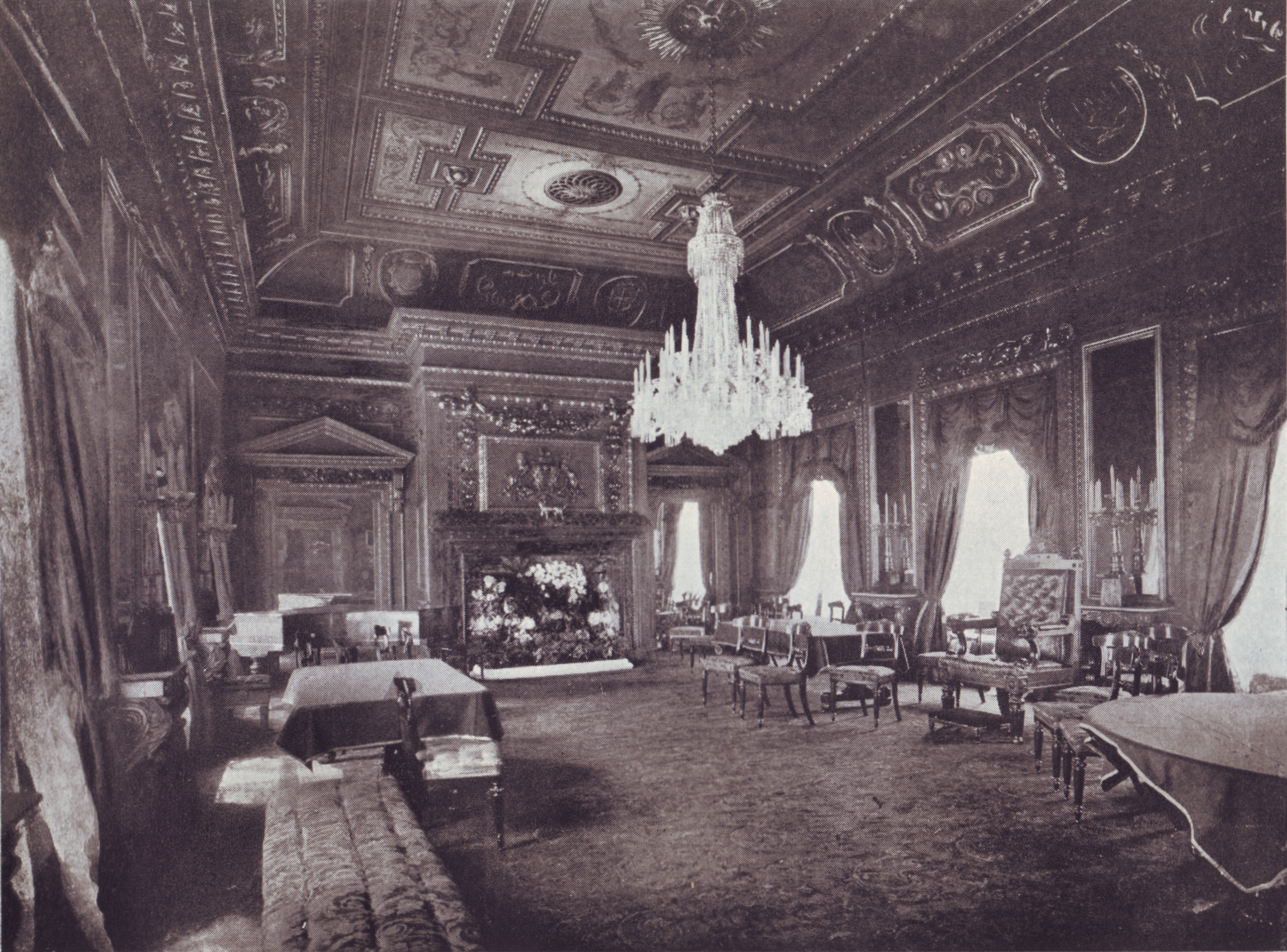
Das mit Zedernholz getäfelte Gesellschaftszimmer des Gildehauses (ca. 1902)

Die nur knapp 70 Meter lange, heutige Skinners Lane war über Jahrhunderte Sitz der „Worshipful Company of Skinners“, auch als „Skinners’ Company“ bekannt. Dieser, einer der Livery Company bezeichneten Londoner Berufsverbände, vereinigte ursprünglich die Vereinigung der Häute- und Pelzhändler. 1515 legte der Court of Aldermen, die Versammlung der Ratsherren der City of London, eine Rangfolge für die damals bestehenden 48 Livery Companys fest, die auf deren wirtschaftlicher und politischer Macht basierte. Die Merchant Taylors (Schneider) und die Skinners haben sich seit ihrer Gründung um diese Platzierung gestritten, ohne dass Einigung erzielt werden konnte. Daher wurde 1516 beschlossen, dass beide Companys jährlich zu Ostern zwischen dem 6. und 7. Rang wechseln. Laut einer Notiz standen sie im Jahr 1928 an sechster Stelle, mit einem Einkommen von jährlich 66.700 Pfund.
Die noch bestehende, heute nicht mehr berufsständische Vereinigung war, oder ist noch, seit dem 19. Jahrhundert mit Zuwendungen über Beiräte eng verbunden mit den Schulen „Tonbridge School“, „Sir Andrew Judd's Commercial School“ in Tonbridge und „Skinners’ Company’s Middle School for Boys, Turnbridge Wells“. Als die Kürschner 1327 den Schutzbrief Richards II. erhielten, wurde die Brüderschaft für Branchenfremde geöffnet. Viele Londoner Bürgermeister und andere geschichtliche Persönlichkeiten waren in früherer Zeit Mitglieder der Gemeinschaft.
Um 1950 hatte der Londoner Rauchwarenhandel, außer den landesweiten Vereinigungen, zwei aktive Fachverbände, die im Jahr 1919 gegründete London Fur Trade Association und die British Fur Trade Association, gegründet 1923. Neben der Interessenwahrung ihrer Mitglieder unterhielten sie Golf-, Tennis- und andere Klubs. Der Mercatores Cricket Club der Branche war im Jahr 1900 gegründet worden.

## Pelzfirmen (Auswahl der Rauchwaren-Zurichter, -Veredler und -Händler)

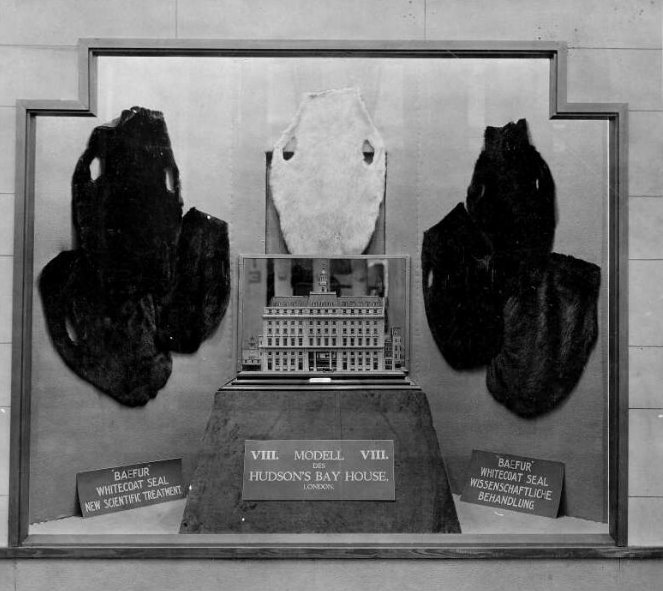
Modell des Hudson’s-Bay-Hauses und Sealfelle. Ausstellungsstand auf der Internationalen Pelzfachausstellung (IPA) 1930 in Leipzig

Anders als in den Pelzhandelszentren Leipzig und New York, wo nach dem Zweiten Weltkrieg vielen großen Rauchwarenfirmen eine Abteilung für Pelzkonfektion angegliedert wurde, beschäftigten sich die Londoner Großhandelfirmen wohl zum allergrößten Teil ausschließlich mit dem Fellhandel. Jedoch hatte vor allem die Verarbeitung zu Halbfabrikaten bei einigen Firmen bereits seit etwa Anfang des 20. Jahrhunderts erhebliche Bedeutung. Insbesondere Tafeln aus gefärbten und grotzierten Murmelfellen waren herausragend in ihrer Qualität. Auch die Tafeln aus schottischen Maulwurffellen, die als beste Qualität gelten, waren bei entsprechender Mode gefragt. Für den Erfolg beider Produkte war besonders die Veredlungsindustrie mitentscheidend. Maulwurfpelze konnten erst dann in annehmbarer Qualität verkauft werden, als es gelang, das vorher durchscheinende helle Leder schwarz zu färben. Die Murmeltafeln in Mantellänge wurden braun gefärbt, anschließend wurden dunkle Grotzen aufgesprüht, um die Optik von ausgelassen verarbeitetem Nerz zu erzielen.
Im Februar 1933 wurde in Anwesenheit zahlreicher Behördenvertreter die erste „Pelzbörse“ feierlich eröffnet. Für die regelmäßigen Zusammenkünfte stellte die Hudson’s Bay Company einen Saal im Beaver House zur Verfügung. Mitglieder durften Broker und Großhändler werden, auch Zurichter und Färber, soweit sie als Großabnehmer in Betracht kamen, jedoch keine Detaillisten. Am Eröffnungstag zählte die Börse 120 Mitglieder. Die Öffnungszeit war, von Montag bis Freitag mit Ausnahme von Auktionstagen, von 11 bis 12 Uhr vormittags.
Wie die Hudson’s Bay Company waren auch die übrigen Unternehmen zumeist auf Felle bestimmter Länder spezialisiert, zum Beispiel Nordamerika, Australien, Ostasien, Indien und der Sowjetunion; für Persianerfelle auf die Sowjetunion, Afghanistan oder Südafrika. Nach dem Zweiten Weltkrieg verstärkte sich der Anteil an Farmfellen.

### Hudson’s Bay Company

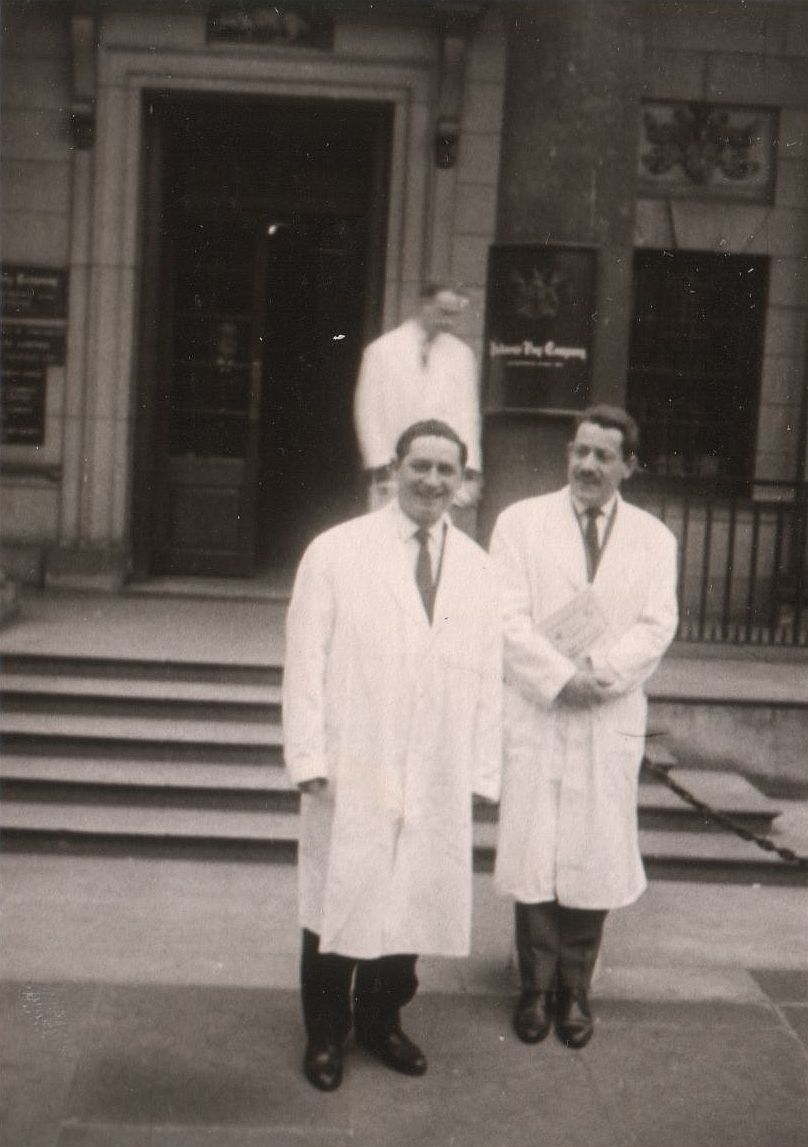
Rauchwarenhändler in den für die Pelzbranche früher traditionellen weißen Kitteln vor dem Beaver House (1964)

Am 2. Mai 1670 wurde die ursprünglich im Pelzhandel tätige kanadische Hudson’s Bay Company gegründet. Dieses Jahr bedeutete auch den Anfang des britischen Pelzhandels in Kanada. Die späteren, sich ständig vergrößernden Londoner Auktionen dieser Company hatten einen wesentlichen Einfluss auf das Wachstum Garlick Hills als zentralem Pelzhandelsplatz mit weltweiter Besucherschaft. Bis 1970, als der Hauptsitz nach Kanada verlegt wurde, war die Hauptgeschäftsstelle der Hudson’s Bay Company in London.
In der Zeit von 1671 bis 1682 fanden die Veranstaltungen der HBC in verschiedenen Lokalen statt, beispielsweise in Prinz Ruprechts Wohnhaus in Whitehall und dem Steueramt in der Old Broad Street in der Londoner City. Von 1682 bis 1696 mietete die Company die „Scriveners Hall“. Im Jahr 1694 zog sie in größere Räume auf der gegenüberliegenden Straßenseite, Fenchurch Street 3 und 4, wo Felle gelagert und Auktionen abgehalten wurden. Im Jahr darauf kam das Warenlager in Räumlichkeiten auf der Lime Street, wohin die Büros folgten. Nach dem Verkauf des Grundstücks auf der Fenchurch Street im Jahr 1870 benutzte die Company die „London Commercial Sale Rooms“ in der Mincing Lane für ihre Auktionen. Seit Januar 1891 genoss sie die Gastfreundschaft des inzwischen größeren Rauchwaren-Handelsunternehmens Lampson & Co., bis die Hudson’s Bay Lampson kurz vor dem Zweiten Weltkrieg Lampson übernahm. Während die Ware von Lampson in den umliegenden Gebäuden besichtigt werden konnte, hatte die Hudson’s Bay bis dahin das alte Seiden-Lagerhaus der East-India Company in der Lime Street benutzt. Am 4. Mai 1925 wurden erste Teile des von der Company neu erbaute Beaver House in der Great Trinity Lane durch den damaligen Gouverneur der Hudson’s Bay Company Robert Kindersley eröffnet, nahe der heute nicht mehr dort befindlichen Bank von England. Der Auktionsraum mit seinen „feinen neuzeitlichen Einrichtungen“ wurde vom Gouverneur Charles V. Sale am 30. Januar 1928 freigegeben, ab 1929 fanden alle Auktionen der Company hier statt. 1940 wurde die Hauptgeschäftsstelle hierher verlegt. Die letzte Hudson’s-Bay-Auktion schloss am 31. Mai 1989 vormittags um 10:30 Uhr. Wie es in einer englischen Fachzeitschrift hieß, endete damit gleichzeitig eine über 300 Jahre alte britische Pelzinstitution, ein wichtiges Kapitel in der Geschichte des Londoner Pelzhandels.
Eine weitere in Kanada mit der Sammlung von Fellen tätige Gesellschaft war die 1785 in Montreal gegründete Northwest Company, die ebenfalls in London Auktionen veranstaltete, erstmals vermutlich im Jahr 1787. Später traten der Gesellschaft Londoner Kaufleute bei. Die Londoner Agenten und Versteigerer der kanadischen Ware waren Mac Gillery & Elice. Seit 1821 wurden die Geschäfte gemeinsam unter dem Namen der wesentlich älteren Hudson’s Bay Company weitergeführt.
1988 unterhielt die kanadische Gesellschaft eine Geschäftsstelle auf der Upper Thames Street 67, mit der Telegrammadresse „Beaver London“. Das Beaver House war über die Branche hinaus bekannt durch seinen bemerkenswerten Saal mit den großen Fenstern, die das für die wichtige Warenbeurteilung besonders geeignete Nordlicht hereinließen. Die Halle war derart beeindruckend, dass das Geschäftshaus selbst häufig als „Beaver Hall“ bezeichnet wurde. Charakteristisch bei den Vorbesichtigungen der Ware waren die Einkäufer in ihren weißen Kitteln, bis gegen Ende des 20. Jahrhunderts noch die typische Kleidung der gesamten Pelzbranche.
Bis zur Einstellung ihres Geschäftsbetriebs im Juni 2025 war die Gesellschaft noch, das älteste eingetragene Unternehmen in Kanada, für ihre Warenhäuser unter der Marke Hudson’s Bay in ganz Kanada bekannt.

### George Smith & Sons
Die Kürschner George Smith & Sons, auch „Smiths of Watling Street“, betrieben ihr Handwerk als Einzelhandel. 1935 veröffentlichte das Unternehmen eine Firmengeschichte. Die Adresse war „George Smith & Sons Ltd., Watling Street 9, 10 & 11 London E.C.4“.
George Smith war im letzten Jahrzehnt des 18. Jahrhunderts aus Louth nach London gekommen. Wohl für ungefähr drei bis fünf Jahre fand er eine Anstellung in der Kürschnerei von Peter Poland auf der Fleet Street. Bereits 1797 fühlte er sich ausreichend gewappnet und eröffnete einen eigenen Betrieb in Räumlichkeiten in der Straße Old Bailey. Es war eine Zeit, in der die Mode sich stark entwickelte und schnell wechselte und dabei im Leben der Bürger einen immer bedeutenderen Raum einnahm. Dies kam der Gründer zugute und das Unternehmen gedieh von Anfang an. 1803 zog er um zum Gough Square.
Im Jahr 1808 erscheint das Unternehmen das erste Mal in der Geschäftsbüchern der Hudson’s Bay Company. William Henry Smith, in der Branche ausschließlich als „Mr. William“ bekannt, kaufte 453 Dutzend Kaninchenfelle, 608 Kitfuchsfelle und 271 Schwanenhäute.

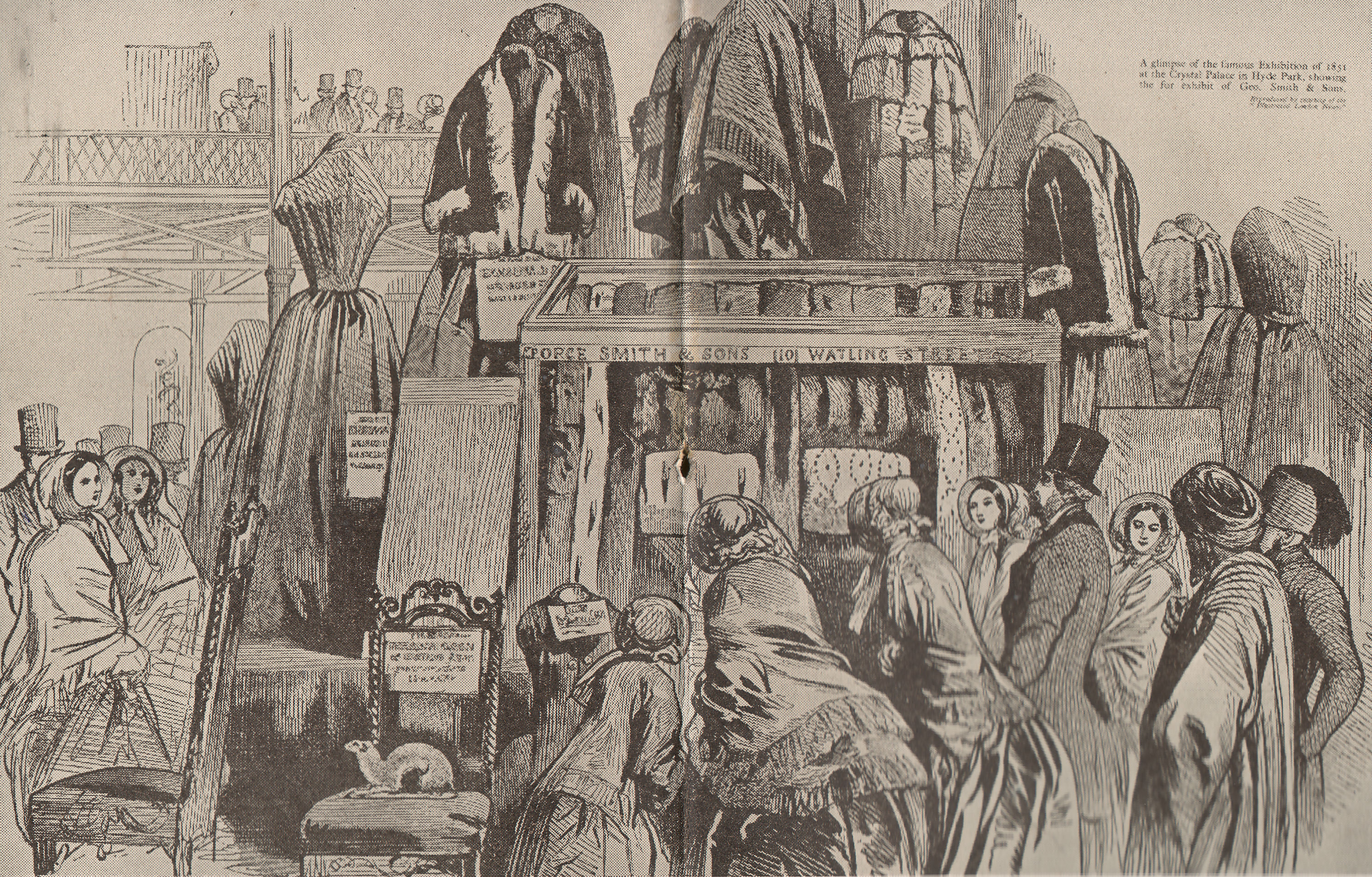
Pelzausstellung von Smith & Sons auf der Great Exhibition im Crystal Palace (1851)

Als der Gründer George Smith sich im Jahr 1846 aus dem Geschäftsleben zurückzog, hinterließ er seinen vier Söhnen ein, durch kräftige Mithilfe seiner Ehefrau, bereits prosperierendes Unternehmen. Im selben Jahr noch verlegten die Söhne den Betrieb vom Gough Square nach Watling Street 11. Von 1846 bis 1884 leitete die Firma Mr. George Knights Smith. Aus seiner Zeit ist eine Darstellung überliefert, die den Firmenstand im damals neu erbauten Crystal Palace zeigt.
Im Juli 1884 trat Ernest Rolls Sharpe in die Firma ein, der eine Tochter von George Knights Smith geheiratet hatte. 1898 wurde er Direktor und 1914 Vorsitzender der Company, 1926 zog er sich aus dem aktiven Geschäft zurück. Ebenfalls 1898 wurde das Unternehmen in eine private Gesellschaft umgewandelt, mit den Direktoren William Henry Smith (Vorsitzender), Charles William Smith, Herbert Marshall Smith, George T. Smith und Ernest Rolls Sharpe.
In der Zeit des Ersten Weltkrieges starben drei der Herren Smith, außerdem waren zwei Familienmitglieder kurz vor dem Eintritt in die Firma gefallen. Der letzte der Smith-Direktoren in der Nachfolge seines Vaters war Arthur Fenwick, Sohn von Charles William, er starb 1924.
Die vierte Generation war vertreten durch Sidney Charles Clapham, ein Enkel von George Knights Smith. Seine Mutter war in zweiter Ehe, nach dem Tod ihres ersten Gatten Douglas Clapham, mit Ernest R. Sharpe verheiratet. Nachdem er erste Erfahrungen im Pelzhandel gesammelt hatte, trat Mr. Clapham 1902 in die Company ein, 1914 wurde er Direktor und Chairman, ebenfalls 1926 zog er sich aus dem aktiven Geschäft zurück. Charles Thornton Skilbeck, ein Mitglied der Smith-Familie, übernahm den Direktorenplatz von seinem Vater im Jahr 1926. Im Jahr 1913 trat Charles Legh Morris ein, 1928 wurde er Direktor. Die Zeit der vierten Generation währte bis 1923, als das Kürschnerunternehmen James Johnston Ltd. integriert wurde. Die fünf Direktoren waren jetzt Charles Clapham, James Johnston, Charles Legh Morris, Ernest Rolls Sharpe und  Charles Thornton Skilbeck.
Der neue Mitinhaber James Johnston war 1902 aus Neuseeland nach England gekommen. Nachdem er sich im Pelzgroß- und Einzelhandel versucht hatte, hatte er eine eigene Pelzproduktion in der Creed Lane begonnen. Schnell gewachsen, verlegte er den Betrieb 1918 zur Paternoster Row, wo er neun Jahre darauf die James Johnston (Furriers), Ltd. eintragen ließ. Im schottischen Glasgow unterhielt man eine Zweigstelle, 1935 bestand sie noch unter dem Namen eines späteren Direktors, Robert J. Whomes, eine weiter Dependance befand sich in Manchester.
Lange vor Entstehen der Pelzhandelsorganisationen waren die Direktoren von Smith & Sons bereits für die Belange ihres Berufsstandes eingetreten. 1935 war Mr. Clapham Vorsitzender des Londoner Pelzverbandes, der London Fur Trade Association.

### C. M. Lampson & Co.
Um 1822 hatten Pelzauktionen bereits eine ziemliche Bedeutung erlangt. Neben Auktionen der Hudson’s Bay Company fanden bereits weitere von anderen Pelzmaklern statt, die bedeutendste von William Row.
Im Jahr 1830 versteigerte die Firma C. M. Lampson in London erstmals amerikanische Rauchwaren, anfangs ausschließlich Biberfelle und Bibercoats. Die Haare dieser für die Hutherstellung damals sehr begehrten, getragenen Biberumhänge der amerikanischen Ureinwohnerließen sich besonders gut verfilzen. Seit 1888 wurden hier auch chinesische Felle auf den Auktionen verkauft. Um 1900 war Lampson das größte der Londoner Kommissionshäuser. Der Firmengründer Curtis Miranda Lampson (1805–1885) war sehr jung in die Pelzbranche gekommen. Anfangs fuhr er noch in Amerika im Pferdewagen über Land und sammelte für seinen Chef die Felle, tauschte sie gegen Töpfe und Pfannen ein. Mit der Familie Astor war er an mehreren Pelzunternehmen beteiligt.

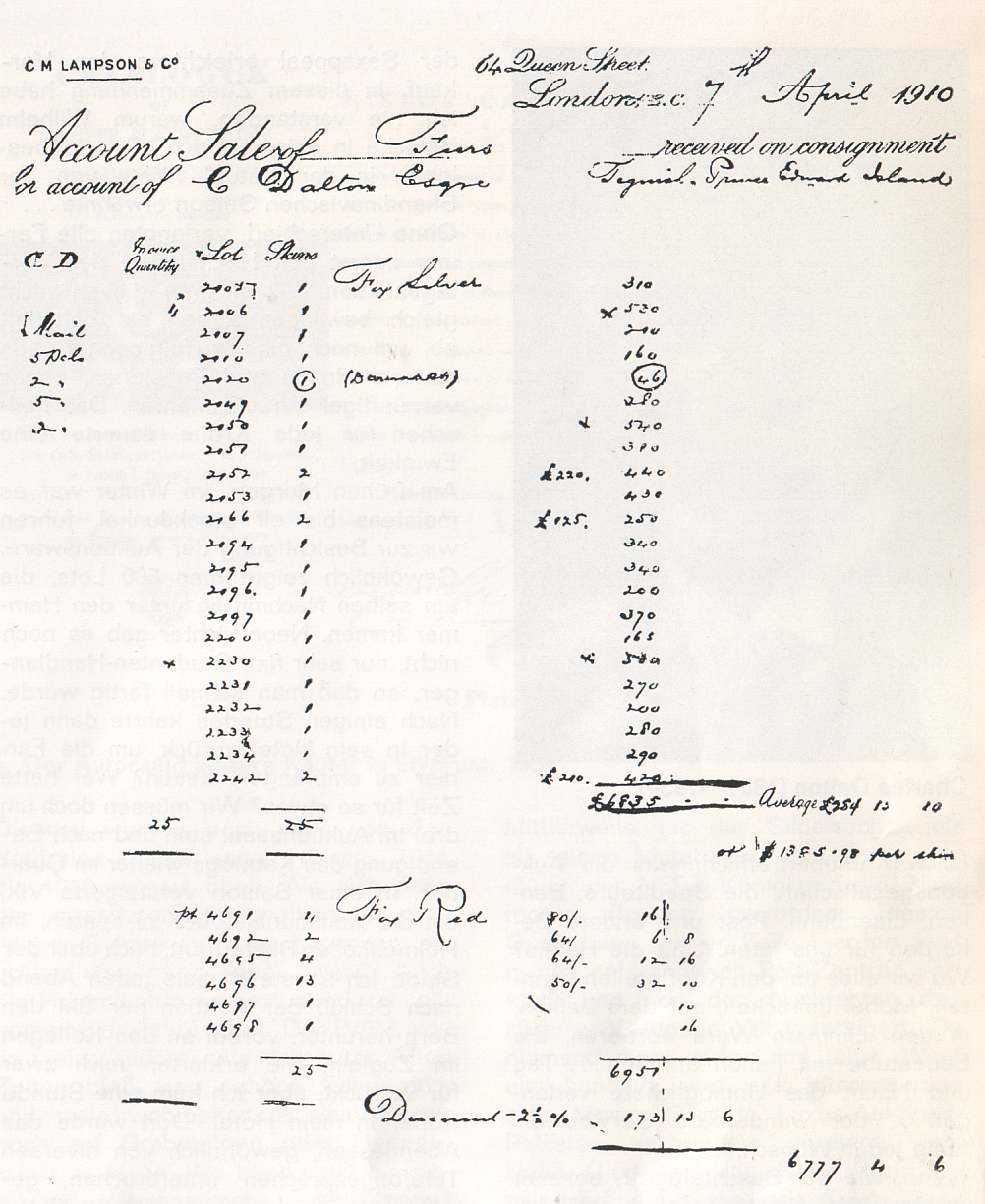
Abrechnung von C. M. Lampson & Co an den Silberfuchszüchter Dalton (1910)

Ein späterer Arbeitgeber schickte ihn 1830 nach London, wo er bald anstelle des bisherigen Partners den Fellverkauf übernahm. Der frisch ernannte Verkaufsmakler, „ein Mann mit brillanter Vision“, entdeckte bald die Möglichkeiten die London dank seiner geografischen Lage und exzellenter Banken als Weltmarkt bot. Finanziert durch den amerikanischen Philanthropen und Millionär George Peabody, der 1837 ebenfalls nach London gekommen war, begründete er ein eigenes Geschäft und veranstaltete die Rauchwarenauktionen, die Londons Ruf als Pelzhandelszentrum endgültig festigten. Als Auktionatoren wählte er 1832 die Familie Goad. Seit der Aufnahme der drei Söhne firmierte das Unternehmen als C. M. Lampson & Co. Mit Beginn der Sealpelzmode wurde Lampson zum größten Händler des für den Londoner Fellmarkt damals bedeutendsten Artikels. Man handelte aber auch mit Skunks und Opossum sowie mit Ware anderer Länder, unter anderem Australien. Eine enge Verbindung bestand mit der Rauchwarenzurichterei und -färberei C. W. Martin & Sons Ltd. Rauchwarenhändler Emil Teichmann, damals Teilhaber von Lampson, hatte seine Tätigkeit in der Branche bei Martin begonnen. Er hatte ein besonderes System von Fell-Vorschau-Bündeln entwickelt, das bis in spätere Zeit gültig blieb.
Curtis Mirande Lampson, zeitweilig Vizegouverneur der Hudson’s Bay Company, wandte sich weiteren Geschäftsfeldern zu, er wurde Aktionär und Mitglied des Verwaltungsrats der American Telephone & Telegraph Company, die das erste Transatlantikkabel verlegte. Er lieferte das Material für die Pacific Railway, Nachdem er die englische Staatsbürgerschaft angenommen hatte, erhielt er 1866 für seine Aktivitäten von Königin Victoria den Titel Baronet. Er starb 1885. Insbesondere die Erfolge von C. M. Lampson & Co. führten zur Gründung weiterer Unternehmen.
Vor dem Ersten Weltkrieg führte Lampson Angebote von kleinen Losen ein, die es dem Kürschner oder Konfektionär ermöglichten, seinen Einkauf direkt auf der Auktion in London zu tätigen. Der Leipziger Großhandel versuchte vergeblich, dies wieder abzuschaffen.
Vor dem Zweiten Weltkrieg galten Curtis Lampson und Colin Lampson, Vater und Sohn, in der Branche als „Träger des berühmtesten Namens im Welt-Rauchwarenhandel“. Die Geschäftsräume befanden sich viele Jahre auf der Queen Street, wo auch die Versteigerungen sämtlicher Auktionsfirmen stattfanden, bis zur Fertigstellung des Auktionshauses der Hudson’s Bay Company. Es traf sich „an jedem Auktionstag - das heißt 6 Wochen lang - hier eben alles was mit dem Rauchwarenhandel zu tun hat“. Der Briefkopf des Jahres 1925 nannte als Inhaber der Firma: H. L. Goad, Alfred C. Lampson, Curtis W. Lampson, sowie als in den USA befindlich A. V. Fraser und H. W. Fraser.
Im Jahr 1911 gründeten Frederick Huth & Co., bisher angesehene Bankiers, ein ähnliches Pelzauktionsgeschäft wie Lampson. Ihr erstes Lagerhaus befand sich auf der Südseite von Southwark Bridge, einige Jahre später zogen sie um in den Mittelpunkt des Pelzhandels, in größere Räume auf der Cannon Street. Im Zweiten Weltkrieg wurde die Firma wegen fehlender Fellzufuhr stillgelegt. Nach Kriegsende kam es zu einem Zusammenschluss von Huth Fred'k & Co. sowie Fraser in New York, die Firma wurde als Lampson, Fraser & Huth weitergeführt.

### Goad, Rigg & Co.
Goad, Rigg & Co. wurde 1730 gegründet. Zu der Zeit musste, wer in London Makler im Pelzhandel werden wollte, eine Einlage zahlen, anfangs waren es 500 Pfund, und er musste versichern, nicht auf eigene Rechnung zu arbeiten und auf Verlangen seine Auftraggeber zu nennen. Er hatte ordnungsgemäß Buch zu führen und durfte nicht auf der Straße handeln. Falls er einen Kunden doch außerhalb seiner Geschäftsräume treffen wollte, so musste er zur Börse gehen, der Royal Exchange. Der Broker erhielt als Nachweis seines Berufsstandes eine Medaille in der Größe einer Fünf-Shilling-Münze mit dem königlichen Wappen auf einer Seite, auf der anderen sein Name und das Wappen der Stadt.
Ein frühes Mitglied der Rauchwaren-Auktionatoren und -Broker war Samuel Robinson, der Schwiegervater von Joseph Goad. Er begann als Broker auf der Watling Street, einem Gebäude das der Skinners Company gehörte. 1779 zog Robinson zur Little (oder Upper) Gt. St. Thomas Apostle. Sein Schwiegersohn Joseph Goad war ein Vorfahre des Ende der 1980er Jahre dort noch bestehenden Unternehmens Goad, Rigg & Co. Ob Joseph Goad Mitglied der Firma war, ist unklar, er ist nicht in der Liste der eingeschworenen Makler, den „Sworn Brokers“, aufgeführt. William Row erhielt bei Robinson seine Ausbildung und wurde Sworn Broker. Row wurde im April 1770 Freeman der Kürschnervereinigung Skinners Company, 1791 war er Meister der Company. Die Firma Row veranstaltete Auktionen bis etwa 1850, als sie ihre Geschäftstätigkeit einstellte. Die Familie Rigg war zeitweilig durch zwei Mitglieder an der Firma beteiligt, der erste ein Schwiegersohn eines der früheren Angehörigen der Familie Goad, eingetreten 1837. Ihm folgte sein Sohn Rigg, der sich 1886 aus der Geschäftsführung zurückzog. 1824 schieden William Thomas Goad und ein jüngerer Bruder aus der Firma aus und machten sich mit einem eigenen Unternehmen in der Mark Lane 10 selbständig. Seit 1830 auktionierte Goad, Rigg & Co. die Ware für C. M. Lampson, bis diese in die Hudson’s Bay Company überging. Einige Jahre vor dem Ersten Weltkrieg wurden sie auch Auktionatoren der Hudson’s Bay.
Um 1791 scheint das Unternehmen hauptsächlich mit rohen und zugerichteten Fellen gehandelt zu haben, sie waren geschätzte Käufer bei der Hudson’s Bay Company. Sie veranstalteten selbst „Public Sales“, öffentliche Verkäufe, deren Gebotsende anfangs mit dem Herabbrennen einer Kerze, oder durch das Herabfallen einer in die Kerze gesteckten Nadel, eventuell in Kombination mit einem herabfallenden Ring, beendet wurde. Im Jahr 1792 veröffentlichten sie eine Anzeige im Morning Chronicle:
ZU VERKAUFEN BEI DER KERZE
IM NEW YORK COFFEE HOUSE
SWEETINGS ALLEY, CORNHILL,
MONTAG UND DONNERSTAG, 27. UND 28. JANUAR,
1782.
DIE FOLGENDEN WAREN AUS Kanada:
| Felle 60.000 Wild, im Haar und geschoren 8000 dito 66.000 Waschbär 6000 Elch 6600 Bär 16.700 Otter 3900 Fischermarder | Felle 46.00 Marder 8300 Wolf 400 Marderhund 7000 Katze 9000 Hermelin 14.000 Fuchs 83.00 Bisam |

Um 1800 trat William Thomas Goad als Partner in die Firma ein. Sie firmierte jetzt als Row, Newby, Row and Goad. Die Lagerhäuser befanden sich in Aldermary Church Yard auf der Watling Street, Red Lion Court und Old Change. Man beschäftigte nie sehr viel Personal, war aber stolz darauf, dass viele ihr ganzes Arbeitsleben hier angestellt waren, viele 50 oder mehr Jahre. Um 1800 fand der Verkauf eingeschränkt von 9 bis 10 Uhr vormittags statt.
Goad, Rigg & Co. war zuletzt die älteste der noch bestandenen Pelz-Makler-Firmen. Die Inhaber um 1950 waren Nachfolger von William Row, deren Firma den Namen mehrmals änderte.

### P. R. Poland & Sons

Kürschnerei P. R. Poland, Oxford Street 190
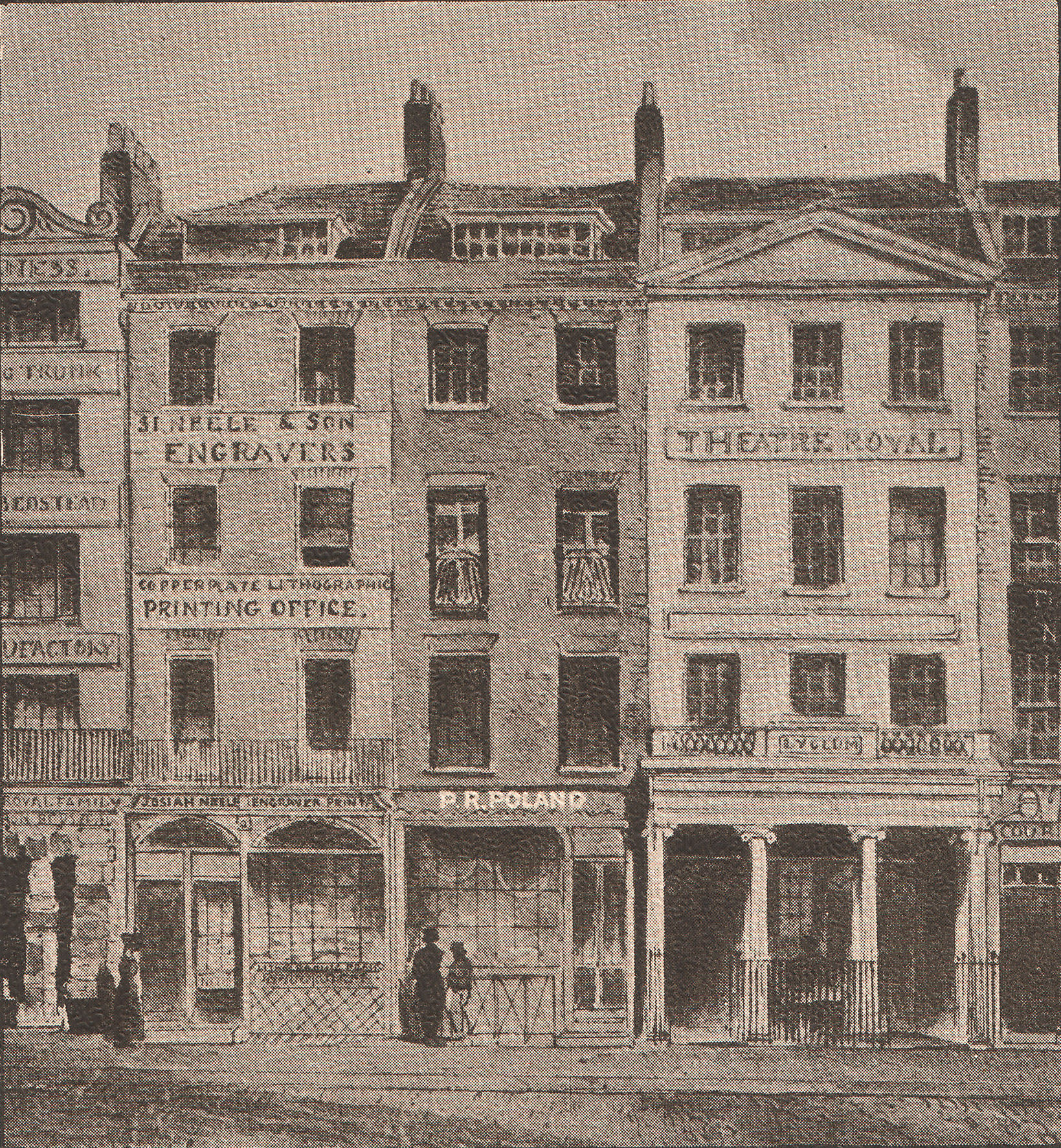
Ladenlokal
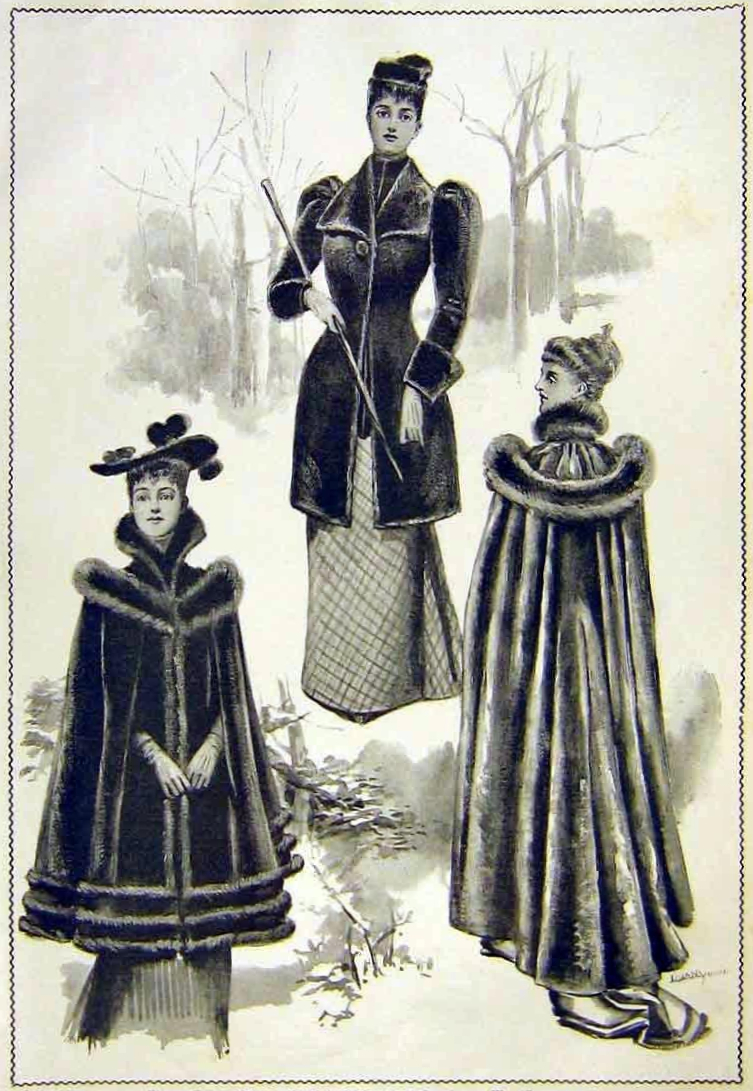
„Elegante Pelze“ (1802)
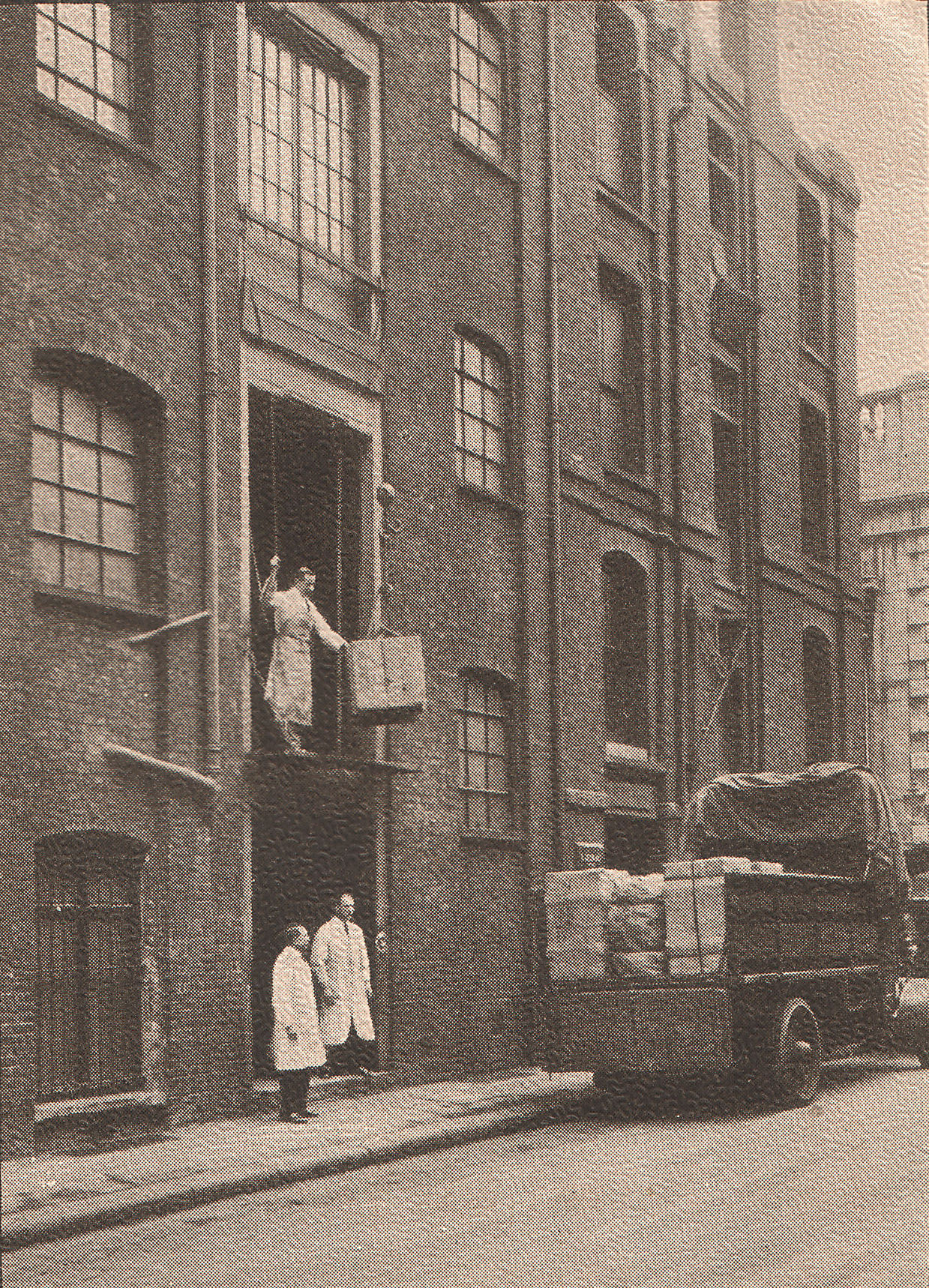
Fellverladung, Eingang Knightrider Street (vor 1929)

Poland hatte sein Lager auf der Bow Lane, der nördlichen Verlängerung der Straße Garlic Hill. Der ursprüngliche Erfolg von P. R. Poland & Sons beruhte auf der Freundschaft des Firmengründers mit dem deutschamerikanischen Pelzhändler und reichsten Mann seiner Zeit Johann Jakob Astor, der ihm, trotz zahlreicher anderer Kontakte mit London, 1827 die Vertretung für Europa übertragen hatte.
Der Chef F. Rexford Politzer betrieb in der Zeit vor dem Zweiten Weltkrieg das größte Sortimentsgeschäft für Pelzfelle Englands. Er gehörte dem Vorstand seines Verbandes an und hat sich sehr für das Zustandekommen der Internationalen Pelzfach-Ausstellung und des Welt-Pelz-Kongresses eingesetzt.

### Phillips Politzer & Co.
Die Firma Phillips Politzer & Co. wurde 1872 gegründet. In der Zeit zwischen den Weltkriegen pflegte man vor allem das Geschäft mit Fellsortimenten, die Rauchwarenfirma Eisenbach & Stern vertrat sie in Leipzig.
Von einem Besuch des Unternehmens auf Queen Street 35 im Jahr 1925 berichtete Philipp Manes: „Beim Durchwandern der Räume sehe ich riesige Warenmengen, man ist beim Sortieren, Bündeln - ein alter Meister spricht mich auf deutsch an, er hat seinen geliebten Leipziger Dialekt nach vielen Jahrzehnten noch nicht abgelegt und freut sich von der Heimat zu hören. Interessant ist es unten im großen Parterresaal zuzusehen, wie die Kunden bedient werden, wie man ihnen Waren zeigt, die von allen Stockwerken rasch herunter beordert werden. Es ist nicht anders als bei uns - Mühe und Anstrengung erfordert das Geschäft, aber die große Annehmlichkeit, dass der Fellhandel in einem Viertel zusammenwohnt, ist unverkennbar.“
Als Phillips Politzer & Co. Ltd. ist die Firma noch 1946 auf Garlick Hill 24 im Fachverzeichnis eingetragen.

### Martin & Sons

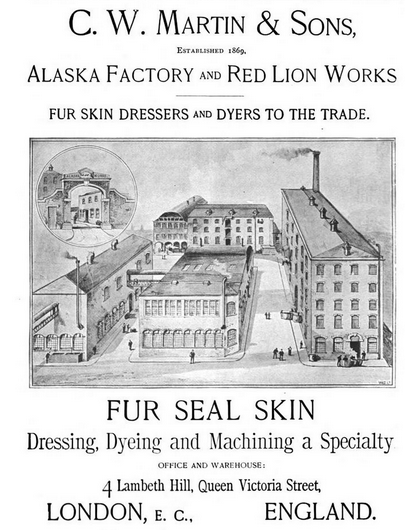
Betriebsgebäude C. W. Martin & Sons (Anzeige, 1896)

Die Geschichte von Martin & Sons begann 1823 mit der Gründung der Firma J. M. Oppenheim als „Fellhändler, Pelzzurichter und Pelzveredler“ auf der Poultry 26. Eine deutsche Pelzfachzeitschrift bezeichnete dies sogar als Beginn der Geschichte der englischen Rauchwarenveredlung. John Moritz Oppenheim kam aus dem deutschen Altona.
Mit zunehmendem Geschäft zog Oppenheim bald darauf in die Basing Street nahe der Bread Street um, von dort weiter auf die Bow Lane, in die Nachbarschaft der Rauchwarenfirme P. R. Poland, und schließlich weiter in andere, verbesserte Räumlichkeiten. Im Jahr 1853 befand sich das Unternehmen mit seiner Fabrik noch einige hundert Yards vom Fluss Walbrook entfernt auf der Cannon Street nahe der Bow Lane.
Das Welthandelszentrum London expandierte und mit ihm der dortige Pelzhandel. Das Oppenheimer Warenhaus florierte, aus Amerika hatte man einen festen Vertrag für die Sealskinveredlung bekommen. Oppenheim zog von der Cannon Street um in eine neu errichtete Fabrik auf der Castle Yard in London Blackfriars. Der Gründer avancierte schnell zu einer angesehenen Persönlichkeit im Londoner Rauchwarenhandel. Als er erblindete, zog er sich aus dem Geschäftsleben zurück und widmete sich der Ausstellung seiner „berühmten“ Bildersammlung mit der „Aura einer zweiten Reputation als Kunstliebhaber“.
Der deutsche F. A. Schroeter und sein Sohn Conrad waren einige Jahre zuvor mit in die Firma eingetreten, kurz nachdem Emil Teichmann († im Alter von 82 Jahren) in die Firma gekommen war, der Schwiegersohn von Conrad Schroeter. Sie übernahmen das Unternehmen und ernannten Charles Walter Martin zu ihrem Manager. Weder Conrad noch Emil Teichmann waren mit der Pelzbranche bis dahin sonderlich vertraut gewesen. Das Geschäft mit den Alaska-Sealfellen entwickelte sich derart, dass sie aus der traditionellen Region am Fluss Walbrook wegzogen, von Cornhill im Stadtteil Leadenhall und der Budge Row nach dem Stadtteil Bermondsey, mit mehr Fläche für erheblich bessere Expansionsmöglichkeiten. Im Jahr 1869 wurde die Fabrik auf der George Road eröffnet. Eine Pelzrobbe ziert den Abschluss des großen Eingangstores der Alaska Factory, darunter noch heute die Inschrift „ALASKA FACTORY 1869“. Ein Text „Diese Mauer ist Eigentum von F. A. Schroeter“ kennzeichnete ihre Grenzmauern.
Einige Jahre später zog sich die Familie Schroeter jedoch aus persönlichen Gründen aus der gedeihenden Firma zurück. 1869 übernahmen Charles Walter Martin und Emil Teichmann die Leitung und 1873 wurde formell die Firma Martin & Teichmann gegründet. In Deutschland gaben Philipp und Jacob Eschbacher ihr eigenes Werk auf und traten Martin & Teichmann bei. Sie brachten ihren Mitarbeiter Appeld und dessen Wissen um dessen in der Branche berühmte Sealfarbe mit. Viele weitere deutsche Facharbeiter folgten.
Im Jahr 1880 verließ Teichmann die Firma und trat dem Amerikaner Curtis H. Lampson bei, der sich in London als Pelz-Broker niedergelassen hatte und später Curtis Miranda Lampsons Auktionshaus betrieb. Die Kontrolle des Sealskinhandels, der Zurichtung und Veredlung ging an Charles Walter Martin über. Dieser wechselte zu Walter Edward Martin und seinem anderen Sohn Vernon Moritz Martin, diese gingen eine beurkundete Partnerschaft mit ihrem Vater ein, gemeinsam waren sie jetzt Inhaber der Alaska Factory auf der Grange Road.
Als Charles Walter Martin 1889 starb, wurde Walter Edward Martin Seniorpartner und übernahm die Verwaltung, Vernon Moritz Martin kümmerte sich um die Fabrikation. Ein allgemeiner wirtschaftlicher Aufschwung hielt zwei Jahrzehnte an. Das Unternehmen nahm eine herausragende Bedeutung in seiner Branche ein. Dampfantrieb und elektrisches Licht hielten Einzug. Die Büroangestellten trugen noch Frack und Zylinder, 1900 wurde bei Martin für die Chefetage die erste Schreibmaschine angeschafft.
Einige Unternehmen in anderen Ländern traten mit der Sealskin-Zubereitung in Konkurrenz mit Martin. Zudem ging die Sealmode stetig zurück. Da kam es zum richtigen Zeitpunkt, als 1892 die Herren Horst und White ihre eigene Fabrik auf der Golden Lane aufgaben und ihre Kenntnisse der Zurichtung und Veredlung anderer Fellarten bei Martin einbrachten, vor allem auch über die Veredlung der aus China importierten Felle. Zudem brachten sie staatliche Kontrakte für die Anfertigung der Bärenfellmützen für die Guards Division mit in die Firma ein - noch in den 1950er Jahren gingen die Aufträge hierfür an C. W. Martin. Mr. Shands trat in das Unternehmen ein. Dieser brachte nicht nur ein Konzept für die Lammfellveredlung mit, sondern einen Pferdewagen, das erste eigene Transportmittel der Firma.
Mit dem Verschwinden der Sealfellmode stieg der bisherige hauptsächliche Veredlungsbetrieb voll in den Rauchwarenhandel ein. Damit waren sie das erste englische Unternehmen, das sämtliche Fellarten zurichtete, veredelte und vertrieb. Dies geschah in einer Zeit, in der London zum Welthandelsplatz für Pelzfelle aufstieg. In dieser Aera Eduards VII. (1901-1914) war vielen Unternehmern noch nicht bewusst, zu welchen erheblichen Umbrüchen es bald kommen würde, insbesondere auch durch den bevorstehenden Ersten Weltkrieg. Lebten die Pelzveredler jahrhundertelang hauptsächlich von innerhalb des Betriebes gehüteten Veredlungs- und Zurichtmethoden, behaupteten sich jetzt Unternehmen, die innovative Produkte - leichtere, weiche Felle, neue modische Farben usw. - anbieten konnten. C. W. Martin stellte den qualifizierten Chemiker John Price Millington ein. Selbst ein Großteil des Leipziger Rauchwarenhandels mit seinen vielen Pelzveredlungsbetrieben ließ hier färben: „Es dauerte lange Zeit, bis der Brühl erkannte, dass nicht nur Martin & Sons die Wallaby richtig färben konnten und Leipzig mit heranzogen, um die großen Quantitäten hier in der Heimat zurichten und färben zu lassen“. Die Firma wuchs weiter und auf der Upper Thames wurde ein neunstöckiges Gebäude für die Verwaltung, sowie für Sortierung, Verkauf und Versand der Felle errichtet. Eine eigene Verbindung beförderte die Ware von der Fabrik in das neue Gebäude.

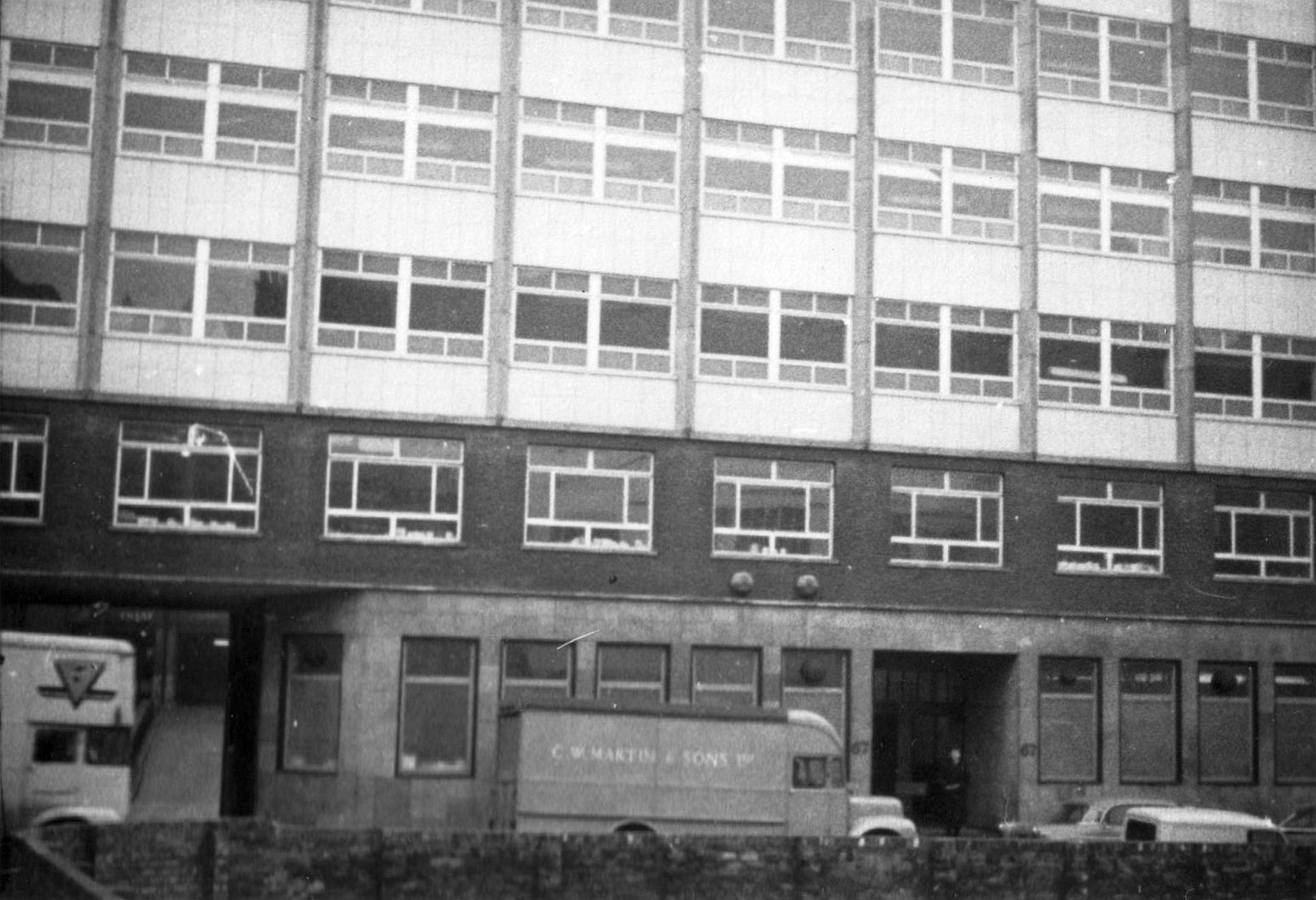
Lastwagen von C. W. Martin & Sons (1961)

Im Jahr 1911, 31 Jahre nach dem Beginn der Partnerschaft mit der direkten Kontrolle durch die Familie Martin wurde der Partner C. W. Plante, der bisher die Färberei leitete, ausbezahlt. Er trat dem Vorstand der beiden Brüder Walter Martin und Vernon Martin bei, unter dem neuen Namen C. W. Martin & Sons Ltd.
Im Ersten Weltkrieg waren die meisten Mitarbeiter beim Militär, Frauen ersetzten sie zum großen Teil zur Erledigung der eingehenden kriegsbedingten Staatsaufträge für Lammfell- und Ziegenfellkleidung. Die verbliebenen deutschen Arbeiter bekamen die britische Staatsbürgerschaft. Die neu beschäftigten Flüchtlinge aus Belgien erhielten die Nachtschicht, bei der englische Sprachkenntnisse weniger wichtig waren. Nach dem Krieg erfolgte ein Wechsel zu billigeren Fellsorten, wie russische Hasen, Tibetlamm und chinesischen Ziegen.
Im Jahr 1925 wurden allein in der Färberei über 500 Personen beschäftigt, Martins Färbung auf Marderfelle galt noch Jahre darüber hinaus als unerreicht. Die lebhafte Geschäftsverbindung mit dem Leipziger Rauchwarenhandel nach dem Ersten Weltkrieg hielt dort Bernhard Brunton von C. W. Martin & Sons aufrecht: „Er hatte nichts vom steifen Engländer an sich und bewegte sich ungezwungen in unserem Kreise, als ob er immer dazu gehört hätte“.
Im Jahr 1880 hatte George Rice, ein Direktor von Martin & Sons zusammen mit seinem Freund die Firma Potter & Rice gegründet. Später kamen die Söhne George jun. und Sidney als George Rice Ltd. hinzu. Das Unternehmen zog bald von der Prescot Street in die Hudson’s-Bay-Werke in Stratford. 80 Jahre später vereinigten sich die Firmen Rice und Martin erneut.
Zumindest nach 1970 war das Martin und Söhne mit der Spezialität „Schaffelle“ noch unter der Adresse Garlick Hill 26 aktiv, jetzt als C. W. Martin & Sons Ltd. firmierend.

### Blatspiel, Stamp & Heacock

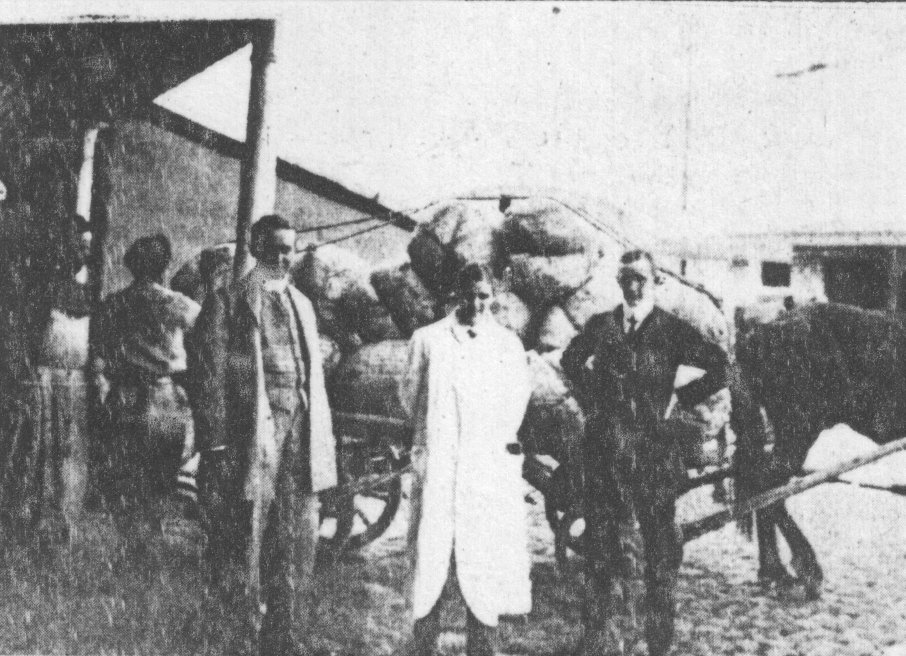
Douglas Stamp (Mitte) auf der Pelzmesse in Nischni Nowgorod, zusammen mit den beiden deutschen Rauchwarenhändlern Robert und Alfred Mertens (vor 1915)

Gegründet wurde die Firma Blatspiel durch einen 1826 nach London gekommenen Leipziger, laut Francis Weiss der erste Ausländer im Londoner Pelzhandel. Das Haus gewann schnell an Ansehen und Bedeutung. Mit Eintreten der Teilhaber entwickelte sich die Firma weiter. Sie übernahm das „Clearing“ für alle größeren Firmen von Leipzig, Paris, New York, Schweden und Dänemark. Der Name Stamp war in der ganzen Welt bekannt, sein ältester Träger starb 1912. Ihm folgte sein Sohn William Blatspiel Stamp, der im Alter von 52 Jahren plötzlich starb. Als Limited Company wurde die Firma vom Sohn Clive Blatspiel Stamp fortgeführt, der das Clearing-Geschäft wieder aufnahm und in großem Umfang den Rauchwarenhandel betrieb.
Clive Blatspiel Stamp erwarb sich nach dem Ersten Weltkrieg große Verdienste um die Anbahnung wieder normaler und dann freundschaftlicher Beziehungen zum Pelzhandelszentrum in Leipzig. Eine beachtliche Zahl von Branchenangehörigen war von Leipzig nach London emigriert, lange bevor mit der Judenverfolgung durch die Nationalsozialisten der plötzliche, große Exodus erfolgte.

### Frederick Huth & Co.
In den Anfängen war Frederick Huth & Co., gegründet 1860, erster Inhaber Frederick Huth, als Bankhaus und Importeur tätig. Außerordentlich erfolgreich, gliederte man vor dem Ersten Weltkrieg eine Rauchwarenabteilung an. Im Jahr 1925 setzte das Auktionshaus russische Waren für etwa 5 Millionen Dollar um. Etwa 1930 erfolgte ein Wechsel der Inhaber. Nachdem man noch einige Jahre die Geschäfte im bisherigen Umfang betrieben hatte, wurde das Rauchwarengeschäft an C. M. Lampson & Co. übergeben. Während der längsten Zeit ihres Bestehens leitete das Rauchwaren-Department George P. Pitts († vor 1961).

### Anning, Chadwick & Kiver Ltd.
Die Anning, Chadwick & Kiver Ltd. ging aus folgenden Unternehmen hervor:
- Anning & Cobb begannen 1830 als Broker für Häute und Felle. Später waren sie bekannt durch ihren Katalog für australische Waren und Kaninfelle aus Neuseeland.
- die Inhaber von Chadwick and Hollebone waren ursprünglich bei A. & W. Nesbitt Ltd., Garlick Hill 5-10 im Häutehandel tätig. Sie gründeten später ein eigenes Unternehmen für Häute und Felle.
- Anning, Chadwick & Kiver Ltd., nach einer Fusion der Firmen Anning & Cobb und Chadwick and Hollebone, übernahmen zusätzlich die Rauchwarenabteilung von Henry Kiver & Co., die vor dem Ersten Weltkrieg als Broker vor allem auf chinesische Waren spezialisiert waren.[85][58][36]

Die neue Firma Anning, Chadwick & Kiver Ltd. veranstaltete vor allem Auktionen russischer Ware für Rechnung der sowjetischen Sojuzpushnina.
Nach seiner Ausbildung in Eton und Trinity Hall war John R. Cobb, der Sohn des Londoner Pelzhändlers Rhodes H. Cobb in das elterliche Gewerbe eingetreten. Vor dem Zweiten Weltkrieg war er durch die Regierung der Sowjetunion beauftragt, den jährlich dort anfallenden Bestand an Pelzen zu verkaufen. Er wurde Direktor von Anning, Chadwick & Kiver und Vize-Geschäftsführer der Falkland Islands Company Ltd. Neben seiner beruflichen Tätigkeit war John R. Cobb ein erfolgreicher Radrennfahrer.
Nach dem letzten Weltkrieg war Jack Billings (1924-1999) in das Unternehmen gekommen. Als Experte für Nerzfelle und als Senior-Repräsentant nach einem Zusammenschluss mit der Hudson’s Bay Company war er insbesondere für den Handel mit der Sowjetunion, Polen und Afghanistan zuständig.

### Edward Barber & Co.

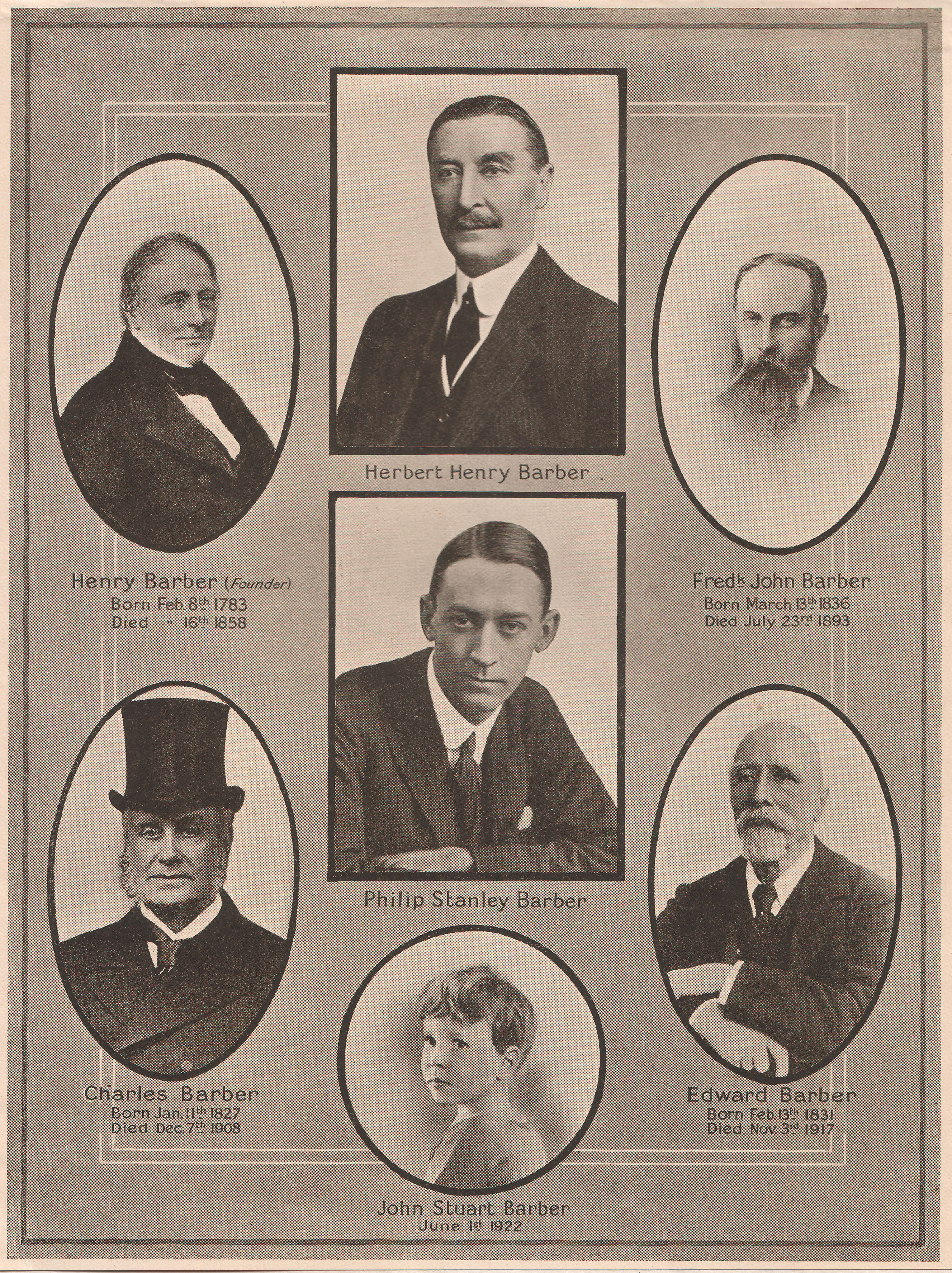
Familie Barber

Das Unternehmen Edward Barber & Co. befand sich lange in Familienbesitz, noch 1960 kam der Seniorpartner aus der Familie. Der Firmengründer Henry Barber (* 1783) war anfangs als Ostindienfahrer als Zahlmeister tätig gewesen. Zu der Zeit war es den Offizieren der East India Company gestattet, ihr Einkommen nebenbei durch einen kleinen privaten Nebenhandel aufzubessern. Die Ostindien-Company hatte 1814 ihre beste Zeit überschritten und die Zeichen der Zeit erkennend, wechselte Henry Barber 1822 auf das Festland und begann auf der Birchin Lane 2 einen Handel mit Kolonialwaren. Im Lauf der Jahre ging er und seine Nachkommen verschiedene Firmenpartnerschaften ein, im Jahr 1830 hieß die Firma beispielsweise, jetzt auf der Fenchurch Street, Barber, Neate & Co., anschließend Barber, Nephew & Co. Gehandelt wurde hauptsächlich mit Baumwolle.
Es folgten in der Firmennachfolge, neben verschiedenen Partnern, jeweils Nachkommen Henry Barbers. Gehandelt wurde mit vielen Produkten, Rauchwaren fanden in der Firmenchronik zum hundertjährigen Bestehen des Unternehmens für diese Zeit keine Erwähnung. Philip S. Barber kam 1919, in vierter Generation, in die Firma. Um 1920 handelte Edward Barber & Co. mit einer breiten Produktpalette, zu der jetzt chinesische Rauchwaren, Decken und Felle, Borsten, Pferdehaar, Schweinehaar, Gummi, haltbar gemachter Ingwer und chinesische Teppiche hinzukamen; und bei Edward Barber & Son chinesische Federn, Hausenblase und Eiprodukte. Das Hauptgeschäftsfeld war der Haar- und Borstenhandel.
Der nächstwichtigste Handelsartikel war jetzt jedoch der Fell- und Häutehandel geworden. In der Firmenchronik ist vermerkt, dass, als China 1887 anfing Felle und Pelz nach England zu exportieren, das erste Päckchen zur Vermarktung an Barber Brothers ging. Herbert Barber wurde als „genialer Auktionator“ des Verkaufs in den Räumen in der Mincing Lane gerühmt. Der Umsatz in den Auktionen stand jedoch deutlich hinter dem in der übrigen Zeit von der Firma getätigten zurück. Herbert Barber war Vorsitzender der Abteilung Pelze und Felle der Londoner Handelskammer. Auch hatte er den Vorsitz der Brokerabteilung der Londoner Pelzhandels-Assoziation.
Den Rauchwarenhandel gab das Unternehmen in den 1950er Jahren auf.

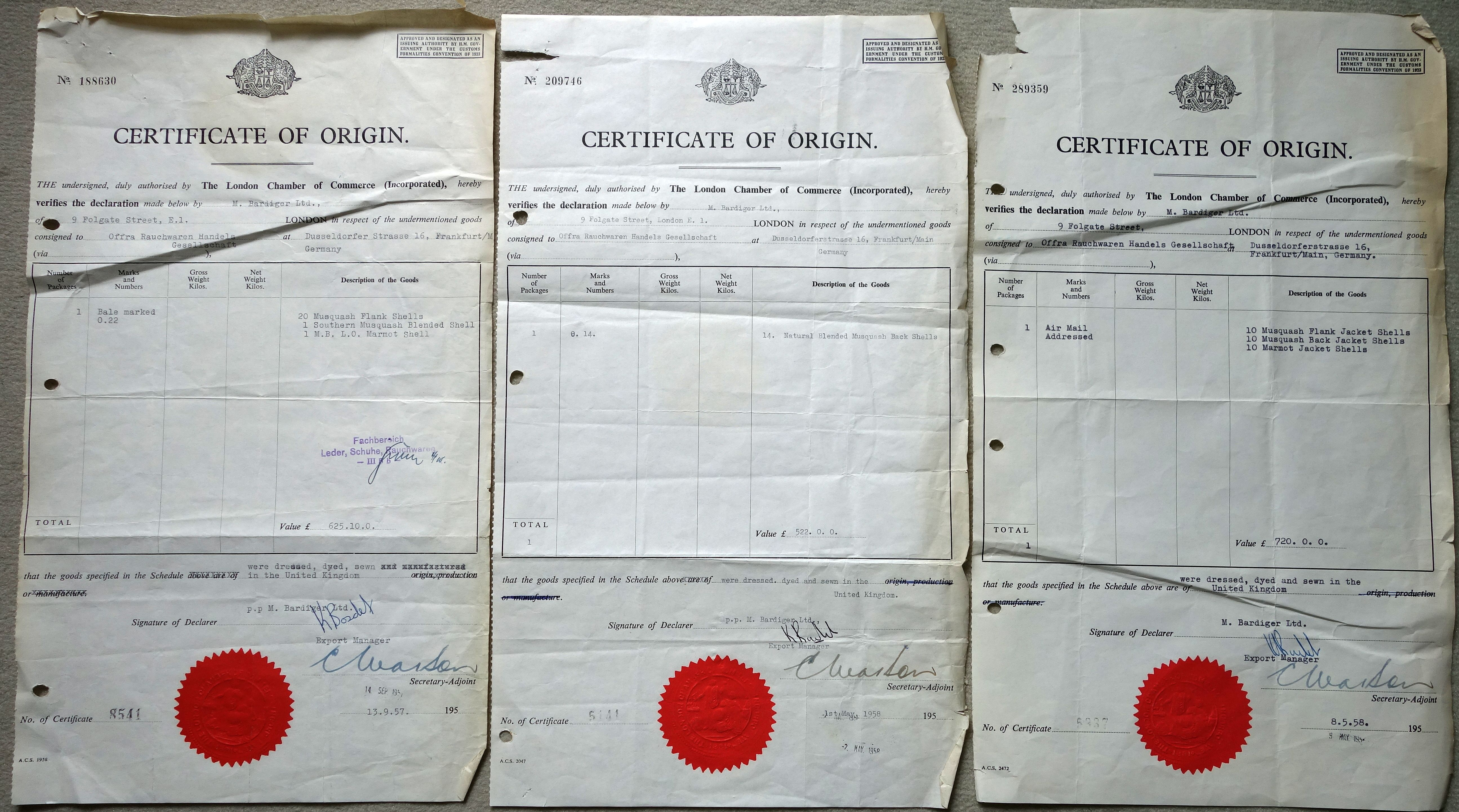
Ursprungszeugnisse der Bardiger Ltd. für die Rauchwaren- und Pelzkonfektionshandlung Ofra, Frankfurt am Main und Murrhardt (für Bisam- und Murmeltafeln, 1957 und 1958)

### M. Bardiger Ltd., Bardiger Group
Der Begründer der Bardiger Group, Sam Bardiger (* 1907; † 26. Februar 1989), begann in den 1920er Jahren mit einem kleinen Betrieb, den er, zusammen mit seinem Bruder Lou, letztlich zu einem weltweiten Unternehmen entwickelte. Der spätere Gesellschaftsvertrag aus dem Jahr 1948 deckte zwar weitgehend das gesamte Gebiet des Pelzhandels und der Pelzproduktion ab, die Spezialität des Unternehmens waren jedoch konfektionierte Felltafeln (Bodys), für die sie der bedeutendste Anbieter wurden, ihr geschütztes Markenzeichen war seit 1948 Bardifur. Sie unterhielten Produktionsstätten in London, im griechischen Kastoria und andernorts. Assoziiert waren die Pelzveredler Frederick Smith & Co. Ltd. (Spitalfields, London) und Lacourbat Ltd. (London). Nach dem Tod von Lou, und zuletzt Sam Bardiger, übernahmen Lou's beide Söhne, Philipp und John Bardiger, die Unternehmensführung, einschließlich der assoziierten Firmen. Bardigers Neffen waren gleichfalls weiter im Betrieb tätig. 1988 lautete die Adresse M. Bardiger Ltd., Bardiger House, Folgate Street.
Jacob Bardiger, üblicherweise in England Jack Bardiger, unterhielt vor 1936 auf der Wentworth Street 6 den Pelzeinzelhandel Siberian Fur Stores.

### Eastwood & Holt Ltd.
Eastwood & Holt wurde im Jahr 1858 als Alexander Townend gegründet, als Kommissionshaus für den Chinahandel mit Gewürzen und Lebensmitteln. Der Handel beinhaltete auch chinesische und japanische Pelzwaren, die auch versteigert wurden und einen im Laufe der Zeit immer größeren Umsatzanteil ausmachten. Die Firma auf der Upper Thames Street 66 befasste sich außerdem in beachtlichem Umfang mit dem Import von Persianern aus Südwestafrika, dem heutigen Namibia. Chinesische Ware gelangte 1961 durch sie bereits seit einiger Zeit nicht mehr zur Auktion. Kurz zuvor hatten auch die Inhaber gewechselt, die Familien Eastwood und Holt waren ausgeschieden. Als die Hudson’s Bay Company im Mai 1989 ihre Auktionen einstellte, wies Eastwood & Holt darauf hin, dass sie weiterhin in London Persianerauktionen veranstalten werden. Der letzte Swakara-Persianer-Fellverkauf durch die Firma fand jedoch bereits auf der Frankfurter Pelzmesse des darauffolgenden Jahres statt, das Unternehmen wurde aufgegeben.

### A. & W. Nesbitt

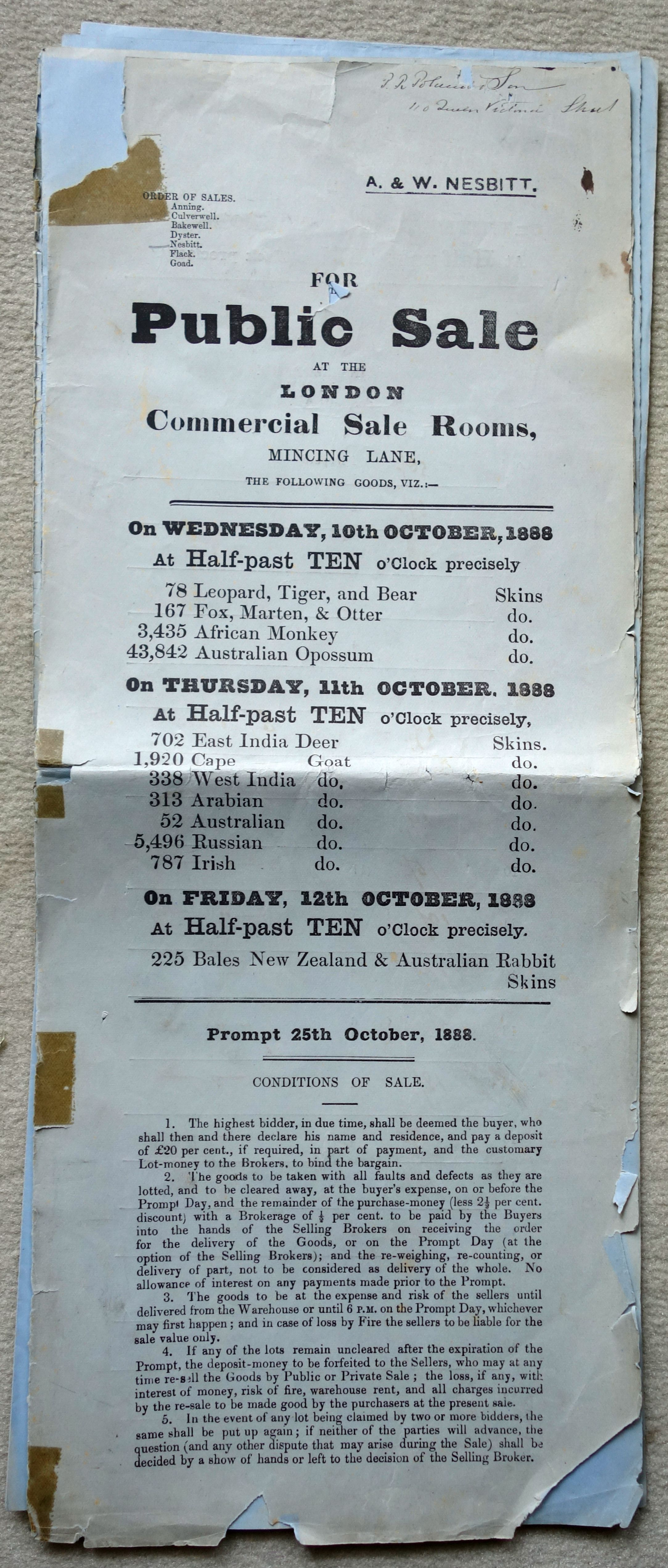
A. & W. Nesbitt, öffentlicher Verkauf in den London Commercial Sale Rooms, 10. bis 12. Oktober 1888

A. & W. Nesbitt begannen hauptsächlich mit einem Häutehandel. Kurz vor 1914 kamen Pelzfelle hinzu, mit denen nach dem Ersten Weltkrieg zunächst große Umsätze getätigt wurden. Infolge des Preissturzes von 1921 („big slump“) geriet das Unternehmen in finanzielle Schwierigkeiten und wurde liquidiert. Einige Mitarbeiter blieben auf eigene Rechnung im Rauchwarenhandel tätig.
Der Rauchwarenhändler Jury Fränkel schrieb 1972 in seinen Erinnerungen: „Bekannt waren die Konsignationslager bei der Firma Nesbitt & Co., London, die stark mit russischen Exporteuren arbeitete und Waren von Provatoroff, Schwetzoff, Sorokoummovsky, Kroll, Schick, Raskin, Gromoff, Tonkonogoff etc. auf Lager hatte, und die, wie sich später herausstellte, auch beinahe voll bevorschusst war. Die Firma Nesbitt geriet in Zahlungsschwierigkeiten und wurde von der Hudson’s Bay Company übernommen, die auch das Geschäftshaus übernahm und das Fur-Department in die City verlegte, das alte Nesbitt’sche Lagerhaus abriss und das jetzt noch bestehende Beaver-House und die Beaver-Hall mit dem Auktionssaal aufbaute.“

### S. H. Murley
S. H. Murlitt war erst Mitarbeiter von Nesbitt. Als Nesbitt schloss, eröffnete er ein eigenes Geschäft als Rauchwarenimporteur und Broker, zunächst unter der Firma Monjo Murley & Hennessy, später als S. H. Murley and Co. Ltd. Als die Hudson’s Bay Company die Firma C. M. Lampson & Co. übernahm, schloss er sein Geschäft und übernahm dort die Position eines Direktors. Später repräsentierte er einige Zeit für seinen Arbeitgeber in New York.

### Dyster Nalder & Co.
Auch Dyster Nalder & Co. handelte zunächst mit Häuten sowie mit gegerbten indischen Ziegen- und Schaffellen. Im kleineren Rahmen veranstaltete man auch Rauchwarenauktionen. Wohl in den 1950er Jahren wurde die Firma stillgelegt, als Grund wurde die schlechte Absatzlage für gegerbte Felle genannt.

### Culverwell Brooks
Culverwell Brooks Spezialartikel waren ebenfalls Häute. Um 1930 auktionierten sie in kleinen Mengen auch Pelzfelle, unter anderem Kommissionsware der Murovian Mission der Herrnhuter Brüdergemeine auf Labrador. Dort kaufte das Unternehmen von der Jagdbevölkerung vor allem die Blaufuchsfelle auf. Einige Jahre vor dem Zweiten Weltkrieg wurden die Auktionen eingestellt, wenige Jahre nach dem Krieg wurde die Firma stillgelegt.

### Allalemdjian

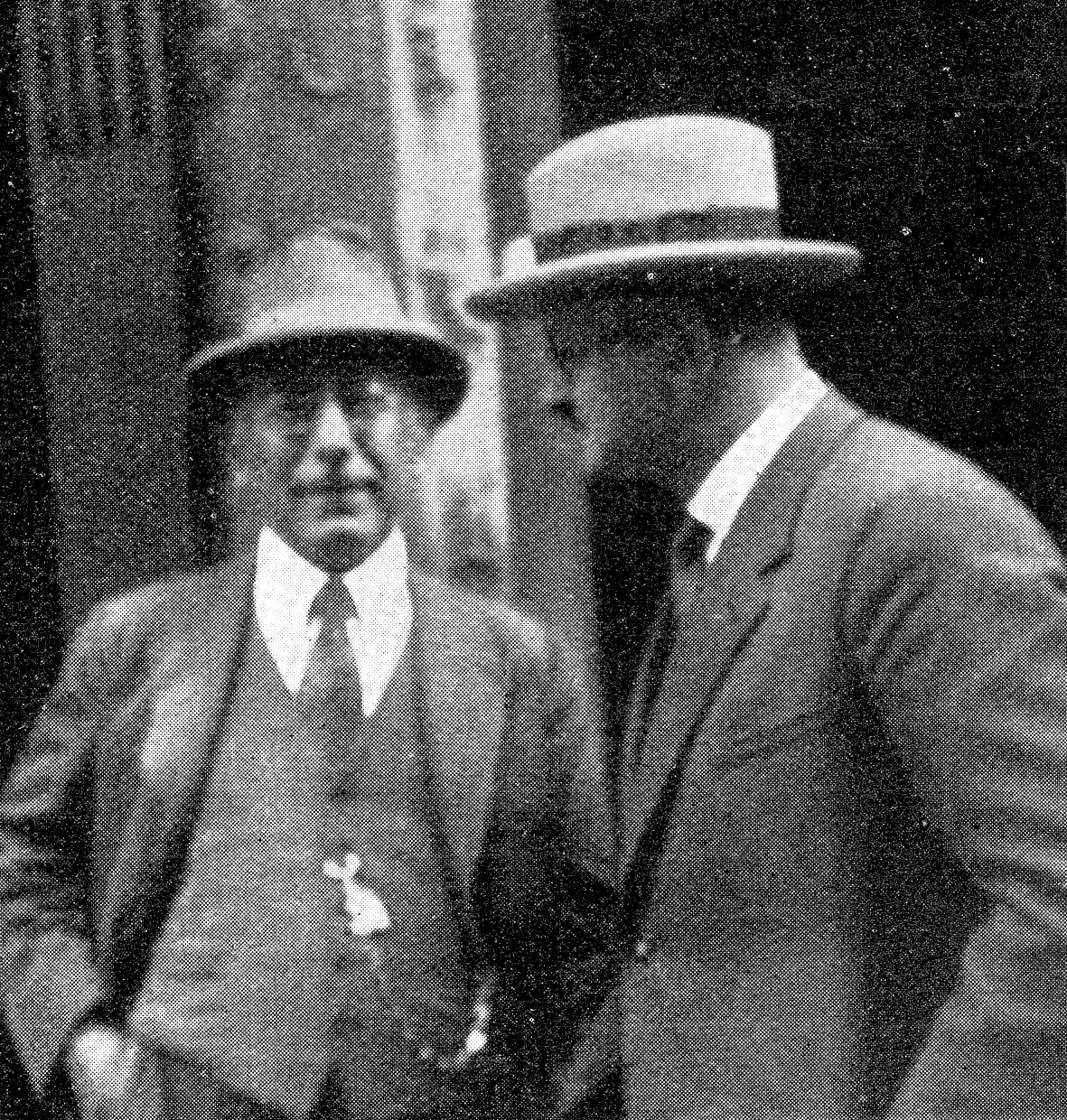
Kevork Allalemdjian (links) 1930 in Leipzig

Der Name Allalemdjian der alten Pelzhandelsfirma, 1988 auf der Great St. Thomas Apostle 5, deutet auf ihr Herkommen aus Armenien hin. Nach der Besetzung Armeniens durch die Türken endete der dort prosperierende Handel. Während der Massaker im Jahr 1894 und im folgenden Jahr kamen viele ums Leben, die Überlebenden, zusammen mit vielen Griechen, zerstreuten sich. Die Pelzhändler nutzten ihre Kenntnisse in Leipzig, in den USA und in Großbritannien, einige in Südafrika und Australien. Eine Reihe von ihnen wurden in der Branche bedeutend. Die Familie Allalemdjian war nicht nur von London, sondern auch von New York aus weltweit tätig.
Im Jahr 1946 hatte die Kevork Allalemdjian Ltd. ihren Firmensitz noch in der Garlick Hill 21, Cannon Street. Kevork Allalemdjian starb im Alter von 92 Jahren in New York. Er hatte das Londoner Unternehmen unter seinem Namen gegründet, nachdem er 1920 die Firma seines Vaters in Leipzig übernommen hatte (Ritterstraße 23-29). Mit dem Ausbruch des Zweiten Weltkriegs zog er nach New York. Die Londoner Firma führte Peter Chaldian, bis dieser nach Australien ging, etwa Anfang der 1980er Jahre. Seitdem leitete Kekvorks Neffe Mihran Allalemdjian die Londoner Firma. Im Mai 1986 verkündete die Kevork Allalemdjian Ltd. die Schließung ihres Londoner Büros.
Mihran Allalemdjian zog im April 1990 um in das Fur Trade House (Pelzhandelshaus) auf der Little Trinity Lane.
Den New Yorker Zweig leitete Souren Allalemdjian (* 1911 in Leipzig; † 2. Dezember 1976 in New York), fortgeführt durch seinen Sohn Pat.

### Ariowitsch & Jacob Fur Ltd.
Ariowitsch & Jacob Fur Ltd., gegründet 1925 in Garlick Hill 15-16, das „Königshaus“ unter den Pelzfirmen, war eines der letzten Unternehmen, die das Pelzviertel verließen. Die ersten Direktoren waren, aus Leipzig stammend der Brite Max Ariowitsch und der Pole Hermann Halverstam, außerdem der Londoner Siegmund Jacob. Max Ariowitschs Sohn, Julius Ariowitsch, und dessen Söhne Peter Ariowitsch (gest. 2021) und Michael Ariowitsch waren ebenfalls im Familienunternehmen tätig, letztere nur noch für kurze Zeit.
Eddie Ariowitsch (geb. 1905; gest. 12. Februar 1995) stammte ebenfalls aus Leipzig, wo er auch seine Laufbahn begonnen hatte. Den Großteil seines Lebens verbrachte er in New York in dem Familienunternehmen Anglo American Co. Er war viele Jahre lang der US-Repräsentant der internationalen IFTF - International Fur Trade Federation und zeitweise deren Vizepräsident.
Francis Ariowitsch, der für seine Firma die internationalen Auktionen besuchte und noch bis einen Tag vor seinem Tod tätig war, starb einen Monat vor seinem 70. Geburtstag in der Nacht vom 1./2. September 1987.
Im Jahr 2003 wurde die Firma Ariowitsch & Jacob Fur Ltd. aufgelöst. Die Ariowitsch & Jacob Fur Ltd., St. Paul House auf der Warwick Lane wurde zuletzt von Moore Stephens geführt.

### Arthur Bartfeld
Arthur Bartfeld (* 1908; † 26. Juli 2001), im Jahr 1946 im Worcester House, Vintners'-Place ansässig, war gebürtiger Leipziger. Anfang der 1930er Jahre war er nach London gekommen. Hier baute er eine der führenden Pelzhandelsfirmen auf, besonders bekannt für chinesische Waren, mit Büros an allen internationalen Rauchwarenhandelsplätzen.
Im April 1990 wurde die Firma wegen finanziellen Problemen unter Zwangsverwaltung (receivership) gestellt, häufig der erste Schritt zu einem Konkurs. Im selben Jahr wird das Frankfurter Pelzhandelsunternehmen Rosenberg & Lenhart für die Direktion eingetragen. Im Juni 1991 meldete man, jetzt als Rosenberg & Lenhart Ltd., Firmenadresse Great Portland Street 32-36, dass 18 Firmen der Pelzbranche als Direktoren eingetragen wurden. Im April 1995 war die Anschrift Bellside House, Elthorne Road 4.

### Infelber (Exports) Ltd.
Die Eintragung von Infelber Ltd. erfolgte im Oktober 1953 als mit der Herstellung, dem Einzel- und Großhandel befasste Kürschner, Rohfell- und Pelzimporteure, Exporteure, Händler, Makler, Kommissionsagenten, Zurichter, Färber, Instandsetzer und Restaurateure. Mit dem Handel treibend von Mänteln, Teppichen, Decken, Kleidung, Schuhen und allen Artikeln der Damen- und Herrenausstattung, und Ausstattung der Schneider, Kostümschneider, Damenschneider, Putzmacher, Tuchhändler, Strumpfwarenhändler, Hutmacher, Handschuhmacher, Kurzwarenhändler, Tuchmacher, Wäscher, Reiniger, Färber, Gerber, Veredler und Lederzurichter, Lederverarbeiter, Goldschmiede und Silberschmiede, Juweliere, Modeartikelhändler, Möbelhändler, Händler von Haushaltswaren und Ladenartikeln, und allgemeine Ausstatter.
Zumindest von 2007 an bis 2018 belegte das Unternehmen als Pelzhändler prominent jeweils die Rückseite von „News“, der meist monatlichen Informationsbroschüre des heute weltweit größten Auktionshauses für Rauchwaren, Kopenhagen Fur. Neben einem Blick in ein Felllager waren die Inhaber David Morgan, Aaron Michael Lepsky und Jack Harry Felber abgebildet. Die Londoner Firmenadresse war Bellside House, Elthorne Road 4, das ist 4 ½ Meilen nördlich von Garlick Hill entfernt.
Im Jahr 2018 wechselte die Büroadresse vom zweiten Stockwerk in der Great Portland Street 167-169 (seit 2012) zur New Cavendish Street 64. Im Februar des Jahres wurde der Rücktritt aller drei Direktoren bekanntgegeben, im Februar 2019 ihr Ausscheiden aus der Firma. Als neue Direktoren waren Neville Jonathan Newman und Russel Morley Selwyn eingetreten. Als Geschäftsfeld wurde 2019 Großhandel mit Bekleidung und Fußbekleidung angegeben. 75 oder mehr Prozent der Firmenanteile befanden sich im Besitz der Jack Spencer Ltd.

### Hurwitz Exports Ltd.
Hurwitz Exports Ltd., Hallswelle Road 1 im Stadtbezirk Barnet, ein international tätiges Broker-Unternehmen für Roh- und zugerichtete Felle, wurde von Josef Hurwitz zur Zeit des Zweiten Weltkriegs im Dezember 1941 als Hurwitz Furs Ltd. eingetragen. Der damals angemeldete Geschäftsumfang entsprach ähnlich umfangreich, offenbar der Gesetzeslage geschuldet, neben anderen wie dem von Infelber (Exports) Ltd.
1977 traten Anthony Paul Dunn (* 12. Dezember 1947) und der Däne Jesper Kollgaard als Direktor ein. Neben bereits bestehenden Rauchwarenlagern eröffnete Hurwitz Furs Ende 1989 im dänischen Kopenhagen-Glostrup ein eigenes Felllager. 1995 gab es einen Direktorenwechsel, Joseph Hurwitz (* 30. Juni 1910) und Steven Jacob Hurwitz wurden eingetragen. Im April 1996 wurde der Firmenname in Hurwitz Export Ltd. geändert. Im Juni 1996 gab es wieder einen Wechsel, die Direktoren waren jetzt Anthony Richard Jessop (* 30. Januar 1943) und erneut Anthony Paul Dunn. Ende 2003 trat Joseph Hurwitz als Präsident zurück; Mrs. Candice Hurwitz (* 16. August 1955) kam 2008 hinzu; 2010 Pierre Michael Lipsky (* 15. April 1965) und 2017 die Fernsehjournalistin Summer Lee Hurwitz Samuel (* Juni 1982). Wegen der in den beiden zurückliegenden Jahre stark gefallenen Fellpreise und damit verbundenen Verluste erklärte man 2019, sich künftig weitgehend auf das Kommissionsgeschäft, ohne eigenes Warenlager oder Warenfinanzierungen, zurückzuziehen.
Die Firma vermittelte um 2020 in der Hauptsache Nerz-, Fuchs-, Zobel- und Wildware. Am Pelzmarkt in Hongkong unterhält das Unternehmen die Tochtergesellschaft Bleistein & Co. Ltd., bei den skandinavischen Züchtergemeinschaften Kopenhagen Fur und Saga Furs Büros.

### Weitere Unternehmen
Weitere, in einem Pelzlexikon von 1950 als erwähnenswert befundene und als zu der Zeit noch bestehend angegebene ältere Pelzhandelsfirmen waren:
- Flack Chandler & Company.
- Dyster Nadler & Company, machte ihren Umsatz hauptsächlich mit Häuten.[36][120]

Im selben Werk werden folgende Rauchwarenhändler hervorgehoben, die, neben anderen, Zunftmeister waren:
- William Goad 1789, William Row 1791, William Row jun. 1802, William J. Goad 1807, J. Row 1825, Edwin L. Poland 1866, W. C. Blatspiel Stamp 1890, F. H. Morris 1892, W. Blatspiel Stamp 1917.[36]

In London gab es vor 1950, entsprechend der damaligen Größe der dortigen Pelzindustrie:
- 23 Sammler, Auktionsfirmen und Pelzkommissionäre
- 35 Zurichtereien und Färbereien
- 708 Fell-, Rauchwaren und Pelzhändler
- 761 Pelzfabrikanten und Pelzgroßhändler
- 14 Felltafel- und Felldecken-Produzenten
- 44 Pelzreparatur und Pelzmodernisierungsbetriebe
- 535 Detailkürschner
- 118 Pelzsalons.[36]